# U-21-Handball-Weltmeisterschaft 2023
Die U-21-Handball-Weltmeisterschaft der Männer 2023 wurde unter dem Titel „Play the Future“ vom 20. Juni bis 2. Juli 2023 in Deutschland und Griechenland ausgetragen. Der Veranstalter war die Internationale Handballföderation (IHF). Erstmals nahmen 32 Mannschaften an einer U-21-Weltmeisterschaft der Männer teil.

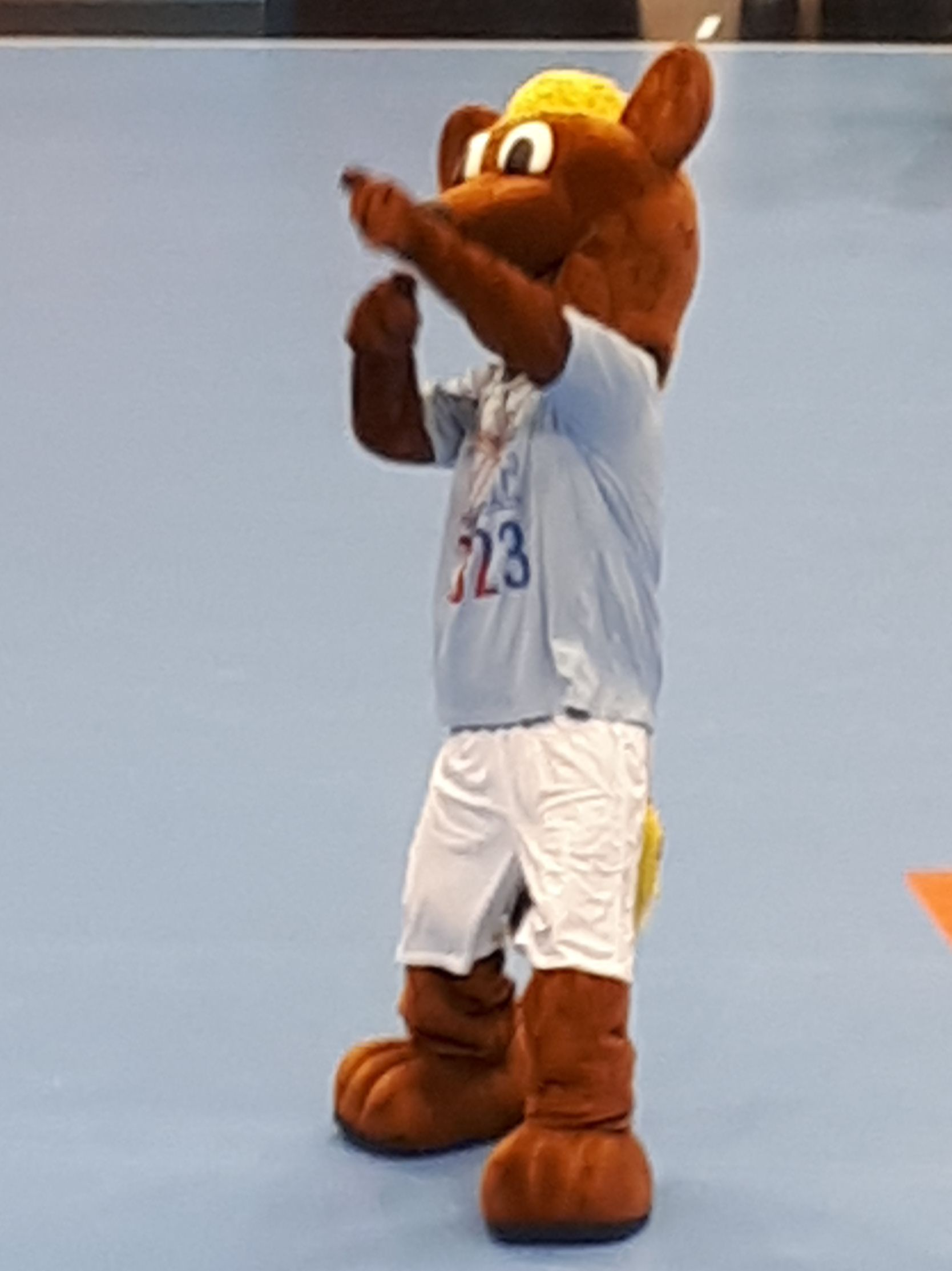
Maskottchen Hannibal

## Vergabe
Neben dem deutschen Verband hatte sich auch der Handballverband Kroatiens um die Titelkämpfe beworben, aber die Bewerbung später wieder zurückgezogen. Am 28. Februar 2020 vergab die Internationale Handballföderation (IHF) in Kairo die Weltmeisterschaft an Deutschland. Mitte 2021 wandte sich der griechische Verband an den Deutschen Handballbund mit der Bitte, Co-Gastgeber zu werden; die U-19-Weltmeisterschaft der Männer 2021 sollte eigentlich in Griechenland stattfinden, war aber aufgrund der COVID-19-Pandemie abgesagt worden. Am 15. Juli 2021 stimmte die IHF dem Antrag zu. Nach langen Verhandlungen gaben die beiden Verbände am 7. Oktober 2021 die gemeinsame Austragung bekannt.
Es ist nach der Weltmeisterschaft 1979 der zweite derartige Wettbewerb, bei dem es zwei Gastgeber gibt. 64 der insgesamt 116 Partien der Weltmeisterschaft werden in Deutschland stattfinden, die restlichen 52 Spiele werden in Griechenland ausgetragen. Um die Reisetätigkeit auf ein Minimum zu reduzieren, werden nur vier Viertelfinalisten von Griechenland nach Deutschland reisen.

## Qualifikation
An der Weltmeisterschaft nahmen 32 Mannschaften teil, von denen sich bis Ende August 2022 bereits 22 Mannschaften aus Europa, Asien und Afrika qualifiziert hatten. Von diesen Qualifikanten waren die Färöer und Libyen erst zum zweiten Mal bei einer U21-Endrunde dabei. Im November kamen vier weitere Mannschaften aus Süd- und Mittelamerika hinzu, von denen sich Costa Rica erstmalig für eine U21-Finalrunde qualifizieren konnte. Auch der ozeanische Verband profitierte von der Erhöhung der Teilnehmerzahlen, Australien qualifizierte sich ebenfalls zum zweiten Mal. Kurz vor der Auslosung zog Australien seine Teilnahme aber wieder zurück und als Ersatzteilnehmer erhielt Norwegen von der IHF eine Wildcard. Beim Turnier des nordamerikanischen und karibischen Verbandes standen die beiden Teilnehmer Kuba (erste Weltmeisterschaftsteilnahme) und USA bereits vor dem Halbfinale fest, da Martinique und Guadeloupe als französische Überseedepartements nicht teilnahmeberechtigt waren. Anfang Januar wurden mit Kroatien und Polen zwei weitere europäische Teilnehmer in einem kleinen europäischen Turnier ausgespielt. Die IHF Inter-Continental Trophy im März 2023 wurde von Kuba gewonnen. Da diese Mannschaft aber bereits qualifiziert war, erhielt Guinea den letzten freien Teilnehmerplatz bei der U21-Weltmeisterschaft.
| Qualifikations-Wettbewerb                                    | Gastgeber                 | Datum                 | Mannschaften                                                                         | Anzahl Teams |
| ------------------------------------------------------------ | ------------------------- | --------------------- | ------------------------------------------------------------------------------------ | ------------ |
| Gastgeberländer                                              |                           |                       | Deutschland Griechenland                                                             | 2            |
| U20-Europameisterschaft 2022                                 | Portugal, Porto           | 7.–14. Juli 2022      | Dänemark Färöer Frankreich Island Portugal Schweden Spanien Serbien Slowenien Ungarn | 10           |
| Europäische-Qualifikation                                    | Italien, Chieti           | 6.–8. Januar 2023     | Kroatien Polen                                                                       | 2            |
| Asiatische Junioren-Meisterschaft 2022                       | Bahrain, Isa Town         | 15.–24. Juli 2022     | Bahrain Japan Kuwait Saudi-Arabien                                                   | 4            |
| Afrikanische Junioren-Meisterschaft 2022                     | Ruanda, Kigali            | 20.–27. August 2022   | Ägypten Algerien Angola Libyen Marokko Tunesien                                      | 6            |
| Süd- und mittelamerikanische Junioren-Meisterschaft 2022     | Argentinien, Buenos Aires | 6.–13. November 2022  | Argentinien Brasilien Chile Costa Rica                                               | 4            |
| Nordamerikanische und karibische Junioren-Meisterschaft 2022 | Mexiko, Mexiko-Stadt      | 12.–17. Dezember 2022 | Kuba Vereinigte Staaten                                                              | 2            |
| Ozeanische Junioren-Meisterschaft 2022                       | Cookinseln, Rarotonga     | 5.–9. Dezember 2022   | Australien1 Ersatz: Norwegen                                                         | 1            |
| IHF Inter-Continental Trophy                                 | Costa Rica, San José      | 7.–14. März 2023      | Guinea2 Ersatz: Grönland                                                             | 1            |
|                                                              |                           |                       |                                                                                      | 32           |

1 Australien, Sieger der ozeanischen Qualifikation, hat seine Teilnahme an der WM kurz vor der Auslosung zurückgezogen. Dieser Platz wurde von der IHF an Norwegen vergeben.

2 Guinea, qualifiziert über die IHF-Trophy, hat seine Teilnahme an der WM Ende März zurückgezogen. Dieser Platz wurde von der IHF an Grönland vergeben, nachdem auch Mexiko verzichtete.

## Gruppenauslosung
Die Auslosung der Gruppen fand am 17. Januar 2023 im Rahmen der Männer Weltmeisterschaft im polnischen Kattowitz statt.
| Topf 1     | Topf 2       | Topf 3      | Topf 4             |
| ---------- | ------------ | ----------- | ------------------ |
| Spanien    | Deutschland  | Japan       | Norwegen           |
| Portugal   | Dänemark     | Bahrain     | Angola             |
| Ägypten    | Slowenien    | Kuwait      | Marokko            |
| Serbien    | Brasilien    | Tunesien    | Libyen             |
| Schweden   | Färöer       | Argentinien | Costa Rica         |
| Ungarn     | Griechenland | Chile       | Saudi-Arabien      |
| Algerien   | Island       | Kuba        | Vereinigte Staaten |
| Frankreich | Kroatien     | Polen       | Grönland           |

Der ehemalige deutsche Nationalspieler Sven-Sören Christophersen loste vor dem letzten Vorrundenspiel Algerien gegen Deutschland die 32 Teilnehmer den acht Vorrundengruppen zu.
| Gruppe A Magdeburg | Gruppe B Hannover | Gruppe C Magdeburg | Gruppe D Hannover | Gruppe E Athen I | Gruppe F Athen I | Gruppe G Athen II | Gruppe H Athen II |
| ------------------ | ----------------- | ------------------ | ----------------- | ---------------- | ---------------- | ----------------- | ----------------- |
| Frankreich1        | Algerien          | Portugal1          | Spanien1          | Ungarn1          | Schweden1        | Serbien1          | Ägypten           |
| Polen              | Deutschland1      | Brasilien          | Färöer            | Dänemark         | Slowenien        | Island            | Griechenland1     |
| Kroatien           | Tunesien          | Kuwait             | Japan             | Argentinien      | Bahrain          | Chile             | Kuba              |
| Vereinigte Staaten | Libyen            | Costa Rica         | Angola            | Norwegen         | Grönland         | Marokko           | Saudi-Arabien     |

1 Diese Mannschaften wurden als Gruppenköpfe vorab durch die IHF in den jeweiligen Gruppen gesetzt.

## Spielorte
In Deutschland wurde die Vorrunde in Hannover, die Hauptrunde in Magdeburg und die Finalrunde in Berlin gespielt. In Griechenland wurden zwei Sporthallen in Ano Liosia und Piräus in der Nähe von Athen (Region Attika) ausgewählt.
| Berlin |

| Magdeburg |

| Hannover |

| Berlin |

| Magdeburg |

| Hannover |

| Ano Liosia |

| Piräus |

| Ano Liosia |

| Piräus |

Für die drei deutschen Spielorte wurden vom Deutschen Handballbund (DHB) jeweils bekannte und in der Jugend erfolgreiche Handballspieler als Botschafter benannt:
- Hannover: Timo Kastening
Timo Kastening ist gebürtiger Niedersachse und hat lange Zeit für die TSV Hannover-Burgdorf gespielt. Zu seiner Aufgabe als Botschafter sagte er: „Es bedeutet mir sehr viel, Botschafter für die U21-WM in der Stadt Hannover zu sein. Ich habe selbst unglaublich gern in der Junioren-Nationalmannschaft gespielt. Wenn man dann noch eine WM in der eigenen Heimatstadt, zumindest als Botschafter, begleiten darf, ist das etwas Großartiges. Ich habe eigentlich nur positive Erinnerungen an Hannover und die Zeit als Nachwuchsspieler. Ich wünsche den Jungs für das Turnier volle Hallen, sportlichen Erfolg und dass sie bis dahin gesund bleiben.“
- Berlin: Paul Drux
Paul Drux spielt seit 2011 bei den Füchsen Berlin. Gemeinsam mit Timo Kastening gewann er in der deutschen U18-Nationalmannschaft die Europameisterschaft 2012 und mit der U20 die Europameisterschaft 2014. Zu seiner Aufgabe sagte er: „Botschafter für die U21-Weltmeisterschaft und vor allem für den Finalspielort Berlin sein zu dürfen, ist eine riesige Ehre. Dieses Turnier eröffnet das Jahrzehnt des Handballs. Ich hoffe, dass sich viele Fans – und vor allem Kinder und Jugendliche – vom Spitzensport der besten Handball-Talente begeistern lassen. Bei der U21-WM werden wir viele junge Handballer sehen, die als Männer zur EHF EURO 2024 und WM 2027 wieder nach Deutschland kommen.“
- Magdeburg: Christoph Theuerkauf
Magdeburg ist die Heimatstadt von Christoph Theuerkauf und er begann seine Karriere beim SC Magdeburg. Seit 2022 ist er wieder beim SCM als Trainer der SC Magdeburg Youngsters. Er gewann unter dem heutigen U21-Bundestrainer Martin Heuberger die U20-Europameisterschaft 2004. Zu seiner Botschafter-Rolle sagte er: „Magdeburg und Handball, das passt einfach. Es ist eine handballverrückte Sportstadt und ich hoffe, dass sich viele Fans für dieses Event begeistern lassen. Ich selbst habe mit den Nachwuchs-Nationalmannschaften drei Turniere gespielt und erinnere mich gerne an die Zeit zurück. Es sind ganz wichtige Erfahrungen, die man bei solchen Großereignissen sammelt und die als gute Motivation dienen, später bei den Erwachsenen mehr zu wollen.“

## Turnierverlauf

### Vorrunde
Modus in den Gruppenphasen
Die 32 teilnehmenden Mannschaften wurden in der Vorrunde auf acht Vierergruppen gelost. Die Vorrundenspiele werden als Punktspiele in Hannover, Magdeburg und den beiden Hallen in Athen ausgetragen. Dabei bekommt eine Mannschaft pro Sieg zwei Punkte und bei einem Unentschieden einen Punkt. Keine Punkte gibt es bei einer Niederlage. Sind nach Abschluss der Vorrundenspiele zwei oder mehrere Mannschaften punktgleich, wird nach folgenden Kriterien über die Platzierung entscheiden:
1. höhere Anzahl Punkte in den Direktbegegnungen der punktgleichen Teams;
2. bessere Tordifferenz in den Direktbegegnungen der punktgleichen Teams;
3. höhere Anzahl Tore in den Direktbegegnungen der punktgleichen Teams;
4. bessere Tordifferenz aus allen Gruppenspielen;
5. höhere Anzahl Tore aus allen Gruppenspielen;
6. das Los.

Die ersten beiden Mannschaften jeder Gruppe ziehen in die Hauptrunde ein, die Dritt- und Viertplatzierten spielen im President’s Cup um die Plätze 17 bis 32.
Wettbewerbsseite der IHF
Legende

Die Uhrzeiten sind in MEZ angegeben (Zeitzone in Athen plus 1 Std.).

#### Gruppe A
| Pl. | Land               | Sp. | S | U | N | Tore     | Diff. | Punkte |
| --- | ------------------ | --- | - | - | - | -------- | ----- | ------ |
| 1.  | Kroatien           | 3   | 2 | 1 | 0 | 0105:790 | +26   | 5      |
| 2.  | Frankreich         | 3   | 2 | 0 | 1 | 0108:770 | +31   | 4      |
| 3.  | Polen              | 3   | 1 | 1 | 1 | 0110:890 | +21   | 3      |
| 4.  | Vereinigte Staaten | 3   | 0 | 0 | 3 | 062:1400 | −78   | 0      |

| 20. Juni 2023 19:30 Uhr TV: Eurosport | Frankreich                            | 26:27          | Kroatien                     | GETEC Arena, Magdeburg Zuschauer: 600 Schiedsrichter: Ádám Bíró / Olivér Kiss |
| 20. Juni 2023 19:30 Uhr TV: Eurosport | meiste Tore: Wallem-Konrad Peleka (8) | (11:13)        | meiste Tore: Ivan Barbić (8) | GETEC Arena, Magdeburg Zuschauer: 600 Schiedsrichter: Ádám Bíró / Olivér Kiss |
| 20. Juni 2023 19:30 Uhr TV: Eurosport | Strafen: 3×                           | Spielstatistik | Strafen: 1× 4×               | GETEC Arena, Magdeburg Zuschauer: 600 Schiedsrichter: Ádám Bíró / Olivér Kiss |

| 20. Juni 2023 13:15 Uhr | Polen                            | 47:22          | Vereinigte Staaten                | GETEC Arena, Magdeburg Zuschauer: 400 Schiedsrichter: Novica Mitrović / Miljan Vešović |
| 20. Juni 2023 13:15 Uhr | meiste Tore: Szymon Wiaderny (8) | (25:11)        | meiste Tore: Benjamin Edwards (6) | GETEC Arena, Magdeburg Zuschauer: 400 Schiedsrichter: Novica Mitrović / Miljan Vešović |
| 20. Juni 2023 13:15 Uhr | Strafen: 4×                      | Spielstatistik | Strafen: 5×                       | GETEC Arena, Magdeburg Zuschauer: 400 Schiedsrichter: Novica Mitrović / Miljan Vešović |

| 22. Juni 2023 19:30 Uhr TV: Eurosport | Vereinigte Staaten              | 17:45          | Frankreich                       | GETEC Arena, Magdeburg Zuschauer: 340 Schiedsrichter: Danielo Bozhinovski / Viktor Nachevski |
| 22. Juni 2023 19:30 Uhr TV: Eurosport | meiste Tore: Matisse Walker (4) | (6:24)         | meiste Tore: Maxime Discamps (7) | GETEC Arena, Magdeburg Zuschauer: 340 Schiedsrichter: Danielo Bozhinovski / Viktor Nachevski |
| 22. Juni 2023 19:30 Uhr TV: Eurosport | Strafen: 3×                     | Spielstatistik |                                  | GETEC Arena, Magdeburg Zuschauer: 340 Schiedsrichter: Danielo Bozhinovski / Viktor Nachevski |

| 22. Juni 2023 17:15 Uhr | Polen                              | 30:30          | Kroatien                     | GETEC Arena, Magdeburg Zuschauer: 450 Schiedsrichter: Denis Bolić / Christoph Hurich |
| 22. Juni 2023 17:15 Uhr | meiste Tore: Piotr Mielczarski (6) | (15:13)        | meiste Tore: Marin Lisac (8) | GETEC Arena, Magdeburg Zuschauer: 450 Schiedsrichter: Denis Bolić / Christoph Hurich |
| 22. Juni 2023 17:15 Uhr | Strafen: 6×                        | Spielstatistik | Strafen: 1× 6×               | GETEC Arena, Magdeburg Zuschauer: 450 Schiedsrichter: Denis Bolić / Christoph Hurich |

| 23. Juni 2023 15:30 Uhr | Kroatien                      | 48:23          | Vereinigte Staaten                | GETEC Arena, Magdeburg Zuschauer: 400 Schiedsrichter: Khamis Al Wahibi / Omer Al-Shahi |
| 23. Juni 2023 15:30 Uhr | meiste Tore: Ivan Barbić (10) | (22:10)        | meiste Tore: Benjamin Edwards (5) | GETEC Arena, Magdeburg Zuschauer: 400 Schiedsrichter: Khamis Al Wahibi / Omer Al-Shahi |
| 23. Juni 2023 15:30 Uhr | Strafen: 3×                   | Spielstatistik | Strafen: 4×                       | GETEC Arena, Magdeburg Zuschauer: 400 Schiedsrichter: Khamis Al Wahibi / Omer Al-Shahi |

| 23. Juni 2023 18:00 Uhr | Frankreich                             | 37:33          | Polen                         | GETEC Arena, Magdeburg Zuschauer: 700 Schiedsrichter: Mathias Sosa / Cristian Lemes |
| 23. Juni 2023 18:00 Uhr | meiste Tore: Mattéo Fadhuile-Crepy (8) | (20:19)        | meiste Tore: Marcel Nowak (6) | GETEC Arena, Magdeburg Zuschauer: 700 Schiedsrichter: Mathias Sosa / Cristian Lemes |
| 23. Juni 2023 18:00 Uhr | Strafen: 2×                            | Spielstatistik | Strafen: 4×                   | GETEC Arena, Magdeburg Zuschauer: 700 Schiedsrichter: Mathias Sosa / Cristian Lemes |

#### Gruppe B
| Pl. | Land        | Sp. | S | U | N | Tore     | Diff. | Punkte |
| --- | ----------- | --- | - | - | - | -------- | ----- | ------ |
| 1.  | Deutschland | 3   | 3 | 0 | 0 | 0114:670 | +47   | 6      |
| 2.  | Tunesien    | 3   | 2 | 0 | 1 | 089:900  | −1    | 4      |
| 3.  | Algerien    | 3   | 1 | 0 | 2 | 071:790  | −8    | 2      |
| 4.  | Libyen      | 3   | 0 | 0 | 3 | 055:930  | −38   | 0      |

| 20. Juni 2023 13:15 Uhr | Algerien                             | 22:27          | Tunesien                           | Swiss Life Hall, Hannover Zuschauer: 605 Schiedsrichter: Marko Sekulić / Vladimir Jovandić |
| 20. Juni 2023 13:15 Uhr | meiste Tore: Meddahi Rabah Racim (7) | (11:10)        | meiste Tore: Yassine Ben Salem (8) | Swiss Life Hall, Hannover Zuschauer: 605 Schiedsrichter: Marko Sekulić / Vladimir Jovandić |
| 20. Juni 2023 13:15 Uhr | Strafen: 3×                          | Spielstatistik | Strafen: 2×                        | Swiss Life Hall, Hannover Zuschauer: 605 Schiedsrichter: Marko Sekulić / Vladimir Jovandić |

| 20. Juni 2023 19:30 Uhr TV: Eurosport | Deutschland                                          | 35:14          | Libyen                          | Swiss Life Hall, Hannover Zuschauer: 3.262 Schiedsrichter: Cristina Lovin / Simona Stancu |
| 20. Juni 2023 19:30 Uhr TV: Eurosport | meiste Tore: Tim Freihöfer, Florian Kranzmann (je 7) | (18:4)         | meiste Tore: Amyn Ghareebah (5) | Swiss Life Hall, Hannover Zuschauer: 3.262 Schiedsrichter: Cristina Lovin / Simona Stancu |
| 20. Juni 2023 19:30 Uhr TV: Eurosport | Strafen: 2× 1×                                       | Spielstatistik | Strafen: 1× 5× 1×               | Swiss Life Hall, Hannover Zuschauer: 3.262 Schiedsrichter: Cristina Lovin / Simona Stancu |

| 21. Juni 2023 15:30 Uhr | Libyen                         | 19:27          | Algerien                                                           | Swiss Life Hall, Hannover Zuschauer: 333 Schiedsrichter: Amir Gheisarian / Ahmad Gheisarian |
| 21. Juni 2023 15:30 Uhr | meiste Tore: Ahmed Abdalla (5) | (11:12)        | meiste Tore: Meddahi Rabah Racim, Blida Nidhal Eddine Badie (je 5) | Swiss Life Hall, Hannover Zuschauer: 333 Schiedsrichter: Amir Gheisarian / Ahmad Gheisarian |
| 21. Juni 2023 15:30 Uhr | Strafen: 2× 1×                 | Spielstatistik | Strafen: 5×                                                        | Swiss Life Hall, Hannover Zuschauer: 333 Schiedsrichter: Amir Gheisarian / Ahmad Gheisarian |

| 21. Juni 2023 18:00 Uhr TV: Eurosport | Deutschland                        | 46:31          | Tunesien                           | Swiss Life Hall, Hannover Zuschauer: 3.369 Schiedsrichter: Mathias Sosa / Cristian Lemes |
| 21. Juni 2023 18:00 Uhr TV: Eurosport | meiste Tore: Florian Kranzmann (6) | (21:13)        | meiste Tore: Yassine Ben Salem (5) | Swiss Life Hall, Hannover Zuschauer: 3.369 Schiedsrichter: Mathias Sosa / Cristian Lemes |
| 21. Juni 2023 18:00 Uhr TV: Eurosport | Strafen: 2×                        | Spielstatistik | Strafen: 1× 5×                     | Swiss Life Hall, Hannover Zuschauer: 3.369 Schiedsrichter: Mathias Sosa / Cristian Lemes |

| 23. Juni 2023 13:15 Uhr | Tunesien                        | 31:22          | Libyen                         | Swiss Life Hall, Hannover Zuschauer: 500 Schiedsrichter: Novica Mitrović / Miljan Vešović |
| 23. Juni 2023 13:15 Uhr | meiste Tore: Ben Salem Anis (6) | (13:11)        | meiste Tore: Wael Irwayhah (8) | Swiss Life Hall, Hannover Zuschauer: 500 Schiedsrichter: Novica Mitrović / Miljan Vešović |
| 23. Juni 2023 13:15 Uhr | Strafen: 3× 1×                  | Spielstatistik | Strafen: 3× 1×                 | Swiss Life Hall, Hannover Zuschauer: 500 Schiedsrichter: Novica Mitrović / Miljan Vešović |

| 23. Juni 2023 18:00 Uhr TV: Eurosport | Algerien                                                           | 22:33          | Deutschland                    | Swiss Life Hall, Hannover Zuschauer: 3.587 Schiedsrichter: Eskil Braseth / Leif Andre Sundet |
| 23. Juni 2023 18:00 Uhr TV: Eurosport | meiste Tore: Meddahi Rabah Racim, Blida Nidhal Eddine Badie (je 5) | (12:16)        | meiste Tore: Tim Freihöfer (6) | Swiss Life Hall, Hannover Zuschauer: 3.587 Schiedsrichter: Eskil Braseth / Leif Andre Sundet |
| 23. Juni 2023 18:00 Uhr TV: Eurosport | Strafen: 4×                                                        | Spielstatistik |                                | Swiss Life Hall, Hannover Zuschauer: 3.587 Schiedsrichter: Eskil Braseth / Leif Andre Sundet |

#### Gruppe C
| Pl. | Land       | Sp. | S | U | N | Tore     | Diff. | Punkte |
| --- | ---------- | --- | - | - | - | -------- | ----- | ------ |
| 1.  | Portugal   | 3   | 3 | 0 | 0 | 0114:610 | +53   | 6      |
| 2.  | Brasilien  | 3   | 2 | 0 | 1 | 086:640  | +22   | 4      |
| 3.  | Kuwait     | 3   | 1 | 0 | 2 | 082:920  | −10   | 2      |
| 4.  | Costa Rica | 3   | 0 | 0 | 3 | 066:1310 | −65   | 0      |

| 20. Juni 2023 11:00 Uhr | Portugal                     | 35:21          | Kuwait                                         | Swiss Life Hall, Hannover Zuschauer: 3.120 Schiedsrichter: Eskil Braseth / Leif Andre Sundet |
| 20. Juni 2023 11:00 Uhr | meiste Tore: André Sousa (6) | (18:11)        | meiste Tore: Mahdi Alhaddad, Ali Jaafar (je 3) | Swiss Life Hall, Hannover Zuschauer: 3.120 Schiedsrichter: Eskil Braseth / Leif Andre Sundet |
| 20. Juni 2023 11:00 Uhr | Strafen: 4×                  | Spielstatistik | Strafen: 6×                                    | Swiss Life Hall, Hannover Zuschauer: 3.120 Schiedsrichter: Eskil Braseth / Leif Andre Sundet |

| 20. Juni 2023 17:15 Uhr | Brasilien                                   | 38:17          | Costa Rica                                     | Swiss Life Hall, Hannover Zuschauer: 3.267 Schiedsrichter: Amir Gheisarian / Ahmad Gheisarian |
| 20. Juni 2023 17:15 Uhr | meiste Tore: Michael Da Silva Quintino (11) | (22:9)         | meiste Tore: Erick Andrey Suárez Matarrita (4) | Swiss Life Hall, Hannover Zuschauer: 3.267 Schiedsrichter: Amir Gheisarian / Ahmad Gheisarian |
| 20. Juni 2023 17:15 Uhr | Strafen: 1× 3×                              | Spielstatistik | Strafen: 2× 1×                                 | Swiss Life Hall, Hannover Zuschauer: 3.267 Schiedsrichter: Amir Gheisarian / Ahmad Gheisarian |

| 21. Juni 2023 13:15 Uhr | Costa Rica                                     | 21:52          | Portugal                        | Swiss Life Hall, Hannover Zuschauer: 633 Schiedsrichter: Cristina Lovin / Simona Stancu |
| 21. Juni 2023 13:15 Uhr | meiste Tore: Erick Andrey Suárez Matarrita (5) | (12:26)        | meiste Tore: Pedro Oliveira (9) | Swiss Life Hall, Hannover Zuschauer: 633 Schiedsrichter: Cristina Lovin / Simona Stancu |
| 21. Juni 2023 13:15 Uhr |                                                | Spielstatistik | Strafen: 2× 5×                  | Swiss Life Hall, Hannover Zuschauer: 633 Schiedsrichter: Cristina Lovin / Simona Stancu |

| 21. Juni 2023 20:15 Uhr | Brasilien                                  | 29:20          | Kuwait                      | Swiss Life Hall, Hannover Zuschauer: 3.369 Schiedsrichter: Marko Sekulić / Vladimir Jovandić |
| 21. Juni 2023 20:15 Uhr | meiste Tore: Hugo Bryan Monta Da Silva (9) | (12:11)        | meiste Tore: Ali Jaafar (6) | Swiss Life Hall, Hannover Zuschauer: 3.369 Schiedsrichter: Marko Sekulić / Vladimir Jovandić |
| 21. Juni 2023 20:15 Uhr | Strafen: 1× 3×                             | Spielstatistik | Strafen: 2× 3×              | Swiss Life Hall, Hannover Zuschauer: 3.369 Schiedsrichter: Marko Sekulić / Vladimir Jovandić |

| 23. Juni 2023 15.30 Uhr | Kuwait                       | 41:28          | Costa Rica                                                              | Swiss Life Hall, Hannover Zuschauer: 600 Schiedsrichter: Georgi Doychinow / Yulian Goretsow |
| 23. Juni 2023 15.30 Uhr | meiste Tore: Fawaz Almashari | (16:9)         | meiste Tore: Drivan Fabián Cubero Gómez, Alex Trujillo Velásquez (je 7) | Swiss Life Hall, Hannover Zuschauer: 600 Schiedsrichter: Georgi Doychinow / Yulian Goretsow |
| 23. Juni 2023 15.30 Uhr | Strafen: 2× 1×               | Spielstatistik | Strafen: 1×                                                             | Swiss Life Hall, Hannover Zuschauer: 600 Schiedsrichter: Georgi Doychinow / Yulian Goretsow |

| 23. Juni 2023 20:15 Uhr | Portugal                     | 27:19          | Brasilien                                                                 | Swiss Life Hall, Hannover Zuschauer: 3.267 Schiedsrichter: Youcef Belkhiri / Sid Ali Hamidi |
| 23. Juni 2023 20:15 Uhr | meiste Tore: André Sousa (9) | (13:11)        | meiste Tore: Hugo Bryan Monta Da Silva, Gabriel Dos Santos Da Rosa (je 4) | Swiss Life Hall, Hannover Zuschauer: 3.267 Schiedsrichter: Youcef Belkhiri / Sid Ali Hamidi |
| 23. Juni 2023 20:15 Uhr | Strafen: 1×                  | Spielstatistik | Strafen: 1× 3×                                                            | Swiss Life Hall, Hannover Zuschauer: 3.267 Schiedsrichter: Youcef Belkhiri / Sid Ali Hamidi |

#### Gruppe D
| Pl. | Land    | Sp. | S | U | N | Tore     | Diff. | Punkte |
| --- | ------- | --- | - | - | - | -------- | ----- | ------ |
| 1.  | Färöer  | 3   | 3 | 0 | 0 | 0107:860 | +21   | 6      |
| 2.  | Spanien | 3   | 2 | 0 | 1 | 0108:900 | +18   | 4      |
| 3.  | Japan   | 3   | 1 | 0 | 2 | 095:1140 | −19   | 2      |
| 4.  | Angola  | 3   | 0 | 0 | 3 | 081:1010 | −20   | 0      |

| 20. Juni 2023 17:15 Uhr | Spanien                      | 43:28          | Japan                            | GETEC Arena, Magdeburg Zuschauer: 550 Schiedsrichter: Denis Bolić / Christoph Hurich |
| 20. Juni 2023 17:15 Uhr | meiste Tore: Martí Soler (9) | (22:16)        | meiste Tore: Naoki Fujisaka (10) | GETEC Arena, Magdeburg Zuschauer: 550 Schiedsrichter: Denis Bolić / Christoph Hurich |
| 20. Juni 2023 17:15 Uhr | Strafen: 8×                  | Spielstatistik | Strafen: 6×                      | GETEC Arena, Magdeburg Zuschauer: 550 Schiedsrichter: Denis Bolić / Christoph Hurich |

| 20. Juni 2023 11:00 Uhr | Färöer                                      | 34:21          | Angola                                     | GETEC Arena, Magdeburg Zuschauer: 1.200 Schiedsrichter: Danielo Bozhinovski / Viktor Nachevski |
| 20. Juni 2023 11:00 Uhr | meiste Tore: Elias Ellefsen á Skipagøtu (8) | (18:8)         | meiste Tore: Ruben Gonçalves Ledi José (5) | GETEC Arena, Magdeburg Zuschauer: 1.200 Schiedsrichter: Danielo Bozhinovski / Viktor Nachevski |
| 20. Juni 2023 11:00 Uhr | Strafen: 5×                                 | Spielstatistik | Strafen: 4×                                | GETEC Arena, Magdeburg Zuschauer: 1.200 Schiedsrichter: Danielo Bozhinovski / Viktor Nachevski |

| 22. Juni 2023 13:15 Uhr | Angola                                     | 28:34          | Spanien                      | GETEC Arena, Magdeburg Zuschauer: 600 Schiedsrichter: Khamis Al Wahibi / Omer Al-Shahi |
| 22. Juni 2023 13:15 Uhr | meiste Tore: Ruben Gonçalves Ledi José (6) | (15:17)        | meiste Tore: Martí Soler (7) | GETEC Arena, Magdeburg Zuschauer: 600 Schiedsrichter: Khamis Al Wahibi / Omer Al-Shahi |
| 22. Juni 2023 13:15 Uhr | Strafen: 5× 1×                             | Spielstatistik | Strafen: 2×                  | GETEC Arena, Magdeburg Zuschauer: 600 Schiedsrichter: Khamis Al Wahibi / Omer Al-Shahi |

| 22. Juni 2023 11:00 Uhr | Färöer                                                                | 39:34          | Japan                                           | GETEC Arena, Magdeburg Zuschauer: 1.100 Schiedsrichter: Georgi Doychinow / Yulian Goretsow |
| 22. Juni 2023 11:00 Uhr | meiste Tore: Elias Ellefsen á Skipagøtu, Hákun West av Teigum (je 11) | (21:17)        | meiste Tore: Naoki Fujisaka, Kazuma Oura (je 8) | GETEC Arena, Magdeburg Zuschauer: 1.100 Schiedsrichter: Georgi Doychinow / Yulian Goretsow |
| 22. Juni 2023 11:00 Uhr | Strafen: 3×                                                           | Spielstatistik |                                                 | GETEC Arena, Magdeburg Zuschauer: 1.100 Schiedsrichter: Georgi Doychinow / Yulian Goretsow |

| 23. Juni 2023 13.15 Uhr | Japan                           | 33:32          | Angola                                                                               | GETEC Arena, Magdeburg Zuschauer: 200 Schiedsrichter: Cristina Lovin / Simona Stancu |
| 23. Juni 2023 13.15 Uhr | meiste Tore: Naoki Fujisaka (8) | (14:17)        | meiste Tore: Euclides Faustino Cativa Joao, José Patrício De Carvalho Chicola (je 5) | GETEC Arena, Magdeburg Zuschauer: 200 Schiedsrichter: Cristina Lovin / Simona Stancu |
| 23. Juni 2023 13.15 Uhr | Strafen: 1× 7×                  | Spielstatistik | Strafen: 5× 1×                                                                       | GETEC Arena, Magdeburg Zuschauer: 200 Schiedsrichter: Cristina Lovin / Simona Stancu |

| 23. Juni 2023 20:15 Uhr | Spanien                                                    | 31:34          | Färöer                          | GETEC Arena, Magdeburg Zuschauer: 650 Schiedsrichter: Ádám Bíró / Olivér Kiss |
| 23. Juni 2023 20:15 Uhr | meiste Tore: Jan Gurri, Gorka Nieto, Carlos Álvarez (je 6) | (10:21)        | meiste Tore: Ísak Vedelsbøl (8) | GETEC Arena, Magdeburg Zuschauer: 650 Schiedsrichter: Ádám Bíró / Olivér Kiss |
| 23. Juni 2023 20:15 Uhr | Strafen: 3×                                                | Spielstatistik | Strafen: 4×                     | GETEC Arena, Magdeburg Zuschauer: 650 Schiedsrichter: Ádám Bíró / Olivér Kiss |

#### Gruppe E
| Pl. | Land        | Sp. | S | U | N | Tore    | Diff. | Punkte |
| --- | ----------- | --- | - | - | - | ------- | ----- | ------ |
| 1.  | Ungarn      | 3   | 3 | 0 | 0 | 094:720 | +22   | 6      |
| 2.  | Dänemark    | 3   | 2 | 0 | 1 | 092:830 | +9    | 4      |
| 3.  | Norwegen    | 3   | 1 | 0 | 2 | 076:950 | −19   | 2      |
| 4.  | Argentinien | 3   | 0 | 0 | 3 | 081:930 | −12   | 0      |

| 20. Juni 2023 12:15 Uhr | Ungarn                            | 30:22          | Argentinien                                                    | Ano Liossia Olympic Hall, Athen Schiedsrichter: Hamdy Nasser Hamdy Mahmoud / Mahmoud Elbeltagy |
| 20. Juni 2023 12:15 Uhr | meiste Tore: Bence Krakovszki (5) | (13:12)        | meiste Tore: S. García Barceló, M. Jung, B. Della Ratta (je 3) | Ano Liossia Olympic Hall, Athen Schiedsrichter: Hamdy Nasser Hamdy Mahmoud / Mahmoud Elbeltagy |
| 20. Juni 2023 12:15 Uhr | Strafen: 2× 6×                    | Spielstatistik | Strafen: 1× 3×                                                 | Ano Liossia Olympic Hall, Athen Schiedsrichter: Hamdy Nasser Hamdy Mahmoud / Mahmoud Elbeltagy |

| 20. Juni 2023 17.00 Uhr | Dänemark                      | 33:22          | Norwegen                                                                  | Ano Liossia Olympic Hall, Athen Schiedsrichter: Andrej Budzák / Michal Záhradník |
| 20. Juni 2023 17.00 Uhr | meiste Tore: Hjalte Lykke (6) | (16:12)        | meiste Tore: A.Hoiness, S.Ottesen, T.L.Knutsen, B.Berg, L.E.Larsen (je 3) | Ano Liossia Olympic Hall, Athen Schiedsrichter: Andrej Budzák / Michal Záhradník |
| 20. Juni 2023 17.00 Uhr | Strafen: 4×                   | Spielstatistik | Strafen: 1× 6×                                                            | Ano Liossia Olympic Hall, Athen Schiedsrichter: Andrej Budzák / Michal Záhradník |

| 22. Juni 2023 12:15 Uhr | Norwegen                          | 22:31          | Ungarn                        | Ano Liossia Olympic Hall, Athen Schiedsrichter: Titouan Picard / Pierre Vauchez |
| 22. Juni 2023 12:15 Uhr | meiste Tore: Tord Lea Knutsen (5) | (12:19)        | meiste Tore: Péter Lukács (6) | Ano Liossia Olympic Hall, Athen Schiedsrichter: Titouan Picard / Pierre Vauchez |
| 22. Juni 2023 12:15 Uhr | Strafen: 3×                       | Spielstatistik | Strafen: 5×                   | Ano Liossia Olympic Hall, Athen Schiedsrichter: Titouan Picard / Pierre Vauchez |

| 22. Juni 2023 17:00 Uhr TV: Eurosport | Dänemark                                 | 31:28          | Argentinien                               | Ano Liossia Olympic Hall, Athen Schiedsrichter: Xiang Xu / Yu Liu |
| 22. Juni 2023 17:00 Uhr TV: Eurosport | meiste Tore: Thomas Sommer Arnoldsen (9) | (16:12)        | meiste Tore: Tomás Martin Garay Gómez (8) | Ano Liossia Olympic Hall, Athen Schiedsrichter: Xiang Xu / Yu Liu |
| 22. Juni 2023 17:00 Uhr TV: Eurosport | Strafen: 4×                              | Spielstatistik | Strafen: 4× 2×                            | Ano Liossia Olympic Hall, Athen Schiedsrichter: Xiang Xu / Yu Liu |

| 23. Juni 2023 14:30 Uhr | Argentinien                           | 31:32          | Norwegen                           | Ano Liossia Olympic Hall, Athen Zuschauer: 50 Schiedsrichter: Mihai Pîrvu / Radu Potîrniche |
| 23. Juni 2023 14:30 Uhr | meiste Tore: Martín Nicolas Jung (12) | (12:18)        | meiste Tore: Lars Eirik Larsen (6) | Ano Liossia Olympic Hall, Athen Zuschauer: 50 Schiedsrichter: Mihai Pîrvu / Radu Potîrniche |
| 23. Juni 2023 14:30 Uhr | Strafen: 1× 4× 2× 1×                  | Spielstatistik | Strafen: 1× 14× 1×                 | Ano Liossia Olympic Hall, Athen Zuschauer: 50 Schiedsrichter: Mihai Pîrvu / Radu Potîrniche |

| 23. Juni 2023 19:15 Uhr TV: Eurosport | Ungarn                      | 33:28          | Dänemark                                 | Ano Liossia Olympic Hall, Athen Schiedsrichter: Dino Konjičanin / Amar Konjičanin |
| 23. Juni 2023 19:15 Uhr TV: Eurosport | meiste Tore: Tamás Papp (6) | (16:15)        | meiste Tore: Thomas Sommer Arnoldsen (6) | Ano Liossia Olympic Hall, Athen Schiedsrichter: Dino Konjičanin / Amar Konjičanin |
| 23. Juni 2023 19:15 Uhr TV: Eurosport | Strafen: 8×                 | Spielstatistik | Strafen: 3× 1×                           | Ano Liossia Olympic Hall, Athen Schiedsrichter: Dino Konjičanin / Amar Konjičanin |

#### Gruppe F
| Pl. | Land      | Sp. | S | U | N | Tore     | Diff. | Punkte |
| --- | --------- | --- | - | - | - | -------- | ----- | ------ |
| 1.  | Schweden  | 3   | 3 | 0 | 0 | 0123:540 | +69   | 6      |
| 2.  | Bahrain   | 3   | 1 | 1 | 1 | 0109:770 | +32   | 3      |
| 3.  | Slowenien | 3   | 1 | 1 | 1 | 0102:900 | +12   | 3      |
| 4.  | Grönland  | 3   | 0 | 0 | 3 | 048:1610 | −113  | 0      |

| 20. Juni 2023 14:45 Uhr | Schweden                                                           | 35:17          | Bahrain                        | Ano Liossia Olympic Hall, Athen Schiedsrichter: Daniel Magalhães / Henrique Godoy |
| 20. Juni 2023 14:45 Uhr | meiste Tore: P.Donaldsson, K.Palmar, T.Ljungmark, C.Hamberg (je 5) | (21:11)        | meiste Tore: Mohamed Rabia (7) | Ano Liossia Olympic Hall, Athen Schiedsrichter: Daniel Magalhães / Henrique Godoy |
| 20. Juni 2023 14:45 Uhr | Strafen: 1× 6×                                                     | Spielstatistik | Strafen: 4×                    | Ano Liossia Olympic Hall, Athen Schiedsrichter: Daniel Magalhães / Henrique Godoy |

| 20. Juni 2023 10:00 Uhr | Slowenien                     | 48:23          | Grönland                              | Ano Liossia Olympic Hall, Athen Schiedsrichter: Xiang Xu / Yu Liu |
| 20. Juni 2023 10:00 Uhr | meiste Tore: Vid Miklavec (9) | (24:10)        | meiste Tore: Maligiaq V.L. Rosing (6) | Ano Liossia Olympic Hall, Athen Schiedsrichter: Xiang Xu / Yu Liu |
| 20. Juni 2023 10:00 Uhr | Strafen: 7×                   | Spielstatistik | Strafen: 3× 1×                        | Ano Liossia Olympic Hall, Athen Schiedsrichter: Xiang Xu / Yu Liu |

| 22. Juni 2023 14:45 Uhr | Grönland                                           | 12:50          | Schweden                       | Ano Liossia Olympic Hall, Athen Schiedsrichter: Hamdy Nasser Hamdy Mahmoud / Mahmoud Elbeltagy |
| 22. Juni 2023 14:45 Uhr | meiste Tore: Kale Angutivik Haastrup Fleischer (3) | (5:24)         | meiste Tore: Kasper Palmar (8) | Ano Liossia Olympic Hall, Athen Schiedsrichter: Hamdy Nasser Hamdy Mahmoud / Mahmoud Elbeltagy |
| 22. Juni 2023 14:45 Uhr | Strafen: 3×                                        | Spielstatistik | Strafen: 1×                    | Ano Liossia Olympic Hall, Athen Schiedsrichter: Hamdy Nasser Hamdy Mahmoud / Mahmoud Elbeltagy |

| 22. Juni 2023 10:00 Uhr | Slowenien                                    | 29:29          | Bahrain                                         | Ano Liossia Olympic Hall, Athen Schiedsrichter: Mihai Pîrvu / Radu Potîrniche |
| 22. Juni 2023 10:00 Uhr | meiste Tore: Tarik Mlivić, Mitja Janc (je 7) | (12:12)        | meiste Tore: Jasim Khamis, Mohamed Rabia (je 7) | Ano Liossia Olympic Hall, Athen Schiedsrichter: Mihai Pîrvu / Radu Potîrniche |
| 22. Juni 2023 10:00 Uhr | Strafen: 1× 8×                               | Spielstatistik | Strafen: 1× 6× 1×                               | Ano Liossia Olympic Hall, Athen Schiedsrichter: Mihai Pîrvu / Radu Potîrniche |

| 23. Juni 2023 12:15 Uhr | Bahrain                        | 63:13          | Grönland                                  | Ano Liossia Olympic Hall, Athen Schiedsrichter: Titouan Picard / Pierre Vauchez |
| 23. Juni 2023 12:15 Uhr | meiste Tore: Jasim Khamis (15) | (33:5)         | meiste Tore: Archibald Tobias Lennert (4) | Ano Liossia Olympic Hall, Athen Schiedsrichter: Titouan Picard / Pierre Vauchez |
| 23. Juni 2023 12:15 Uhr | Strafen: 1×                    | Spielstatistik | Strafen: 1× 13×                           | Ano Liossia Olympic Hall, Athen Schiedsrichter: Titouan Picard / Pierre Vauchez |

| 23. Juni 2023 17:00 Uhr | Schweden                                            | 38:25          | Slowenien                | Ano Liossia Olympic Hall, Athen Schiedsrichter: Christian Hannes / David Hannes |
| 23. Juni 2023 17:00 Uhr | meiste Tore: Kasper Palmar, Tobias Ljungmark (je 8) | (20:13)        | meiste Tore: Juš Rot (5) | Ano Liossia Olympic Hall, Athen Schiedsrichter: Christian Hannes / David Hannes |
| 23. Juni 2023 17:00 Uhr | Strafen: 2×                                         | Spielstatistik | Strafen: 2× 10× 1×       | Ano Liossia Olympic Hall, Athen Schiedsrichter: Christian Hannes / David Hannes |

#### Gruppe G
| Pl. | Land    | Sp. | S | U | N | Tore     | Diff. | Punkte |
| --- | ------- | --- | - | - | - | -------- | ----- | ------ |
| 1.  | Island  | 3   | 3 | 0 | 0 | 084:620  | +22   | 6      |
| 2.  | Serbien | 3   | 2 | 0 | 1 | 0108:650 | +43   | 4      |
| 3.  | Marokko | 3   | 1 | 0 | 2 | 059:730  | −14   | 2      |
| 4.  | Chile   | 3   | 0 | 0 | 3 | 049:1000 | −51   | 0      |

| 20. Juni 2023 14:45 Uhr | Serbien                         | 41:13          | Chile                               | Rentis Sports Hall “Melina Merkouri”, Athen Schiedsrichter: Titouan Picard / Pierre Vauchez |
| 20. Juni 2023 14:45 Uhr | meiste Tore: Milija Papović (6) | (19:7)         | meiste Tore: Luciano Scaramelli (3) | Rentis Sports Hall “Melina Merkouri”, Athen Schiedsrichter: Titouan Picard / Pierre Vauchez |
| 20. Juni 2023 14:45 Uhr | Strafen: 3×                     | Spielstatistik | Strafen: 4×                         | Rentis Sports Hall “Melina Merkouri”, Athen Schiedsrichter: Titouan Picard / Pierre Vauchez |

| 20. Juni 2023 10:00 Uhr | Island                                    | 17:15          | Marokko                                                | Rentis Sports Hall “Melina Merkouri”, Athen Zuschauer: 75 Schiedsrichter: Mihai Pîrvu / Radu Potîrniche |
| 20. Juni 2023 10:00 Uhr | meiste Tore: Þorsteinn Leó Gunnarsson (4) | (7:5)          | meiste Tore: Marouane Boukhamsa, Younes Ouzrour (je 3) | Rentis Sports Hall “Melina Merkouri”, Athen Zuschauer: 75 Schiedsrichter: Mihai Pîrvu / Radu Potîrniche |
| 20. Juni 2023 10:00 Uhr | Strafen: 1× 4× 1×                         | Spielstatistik | Strafen: 5×                                            | Rentis Sports Hall “Melina Merkouri”, Athen Zuschauer: 75 Schiedsrichter: Mihai Pîrvu / Radu Potîrniche |

| 21. Juni 2023 19:15 Uhr TV: Eurosport | Marokko                             | 20:38          | Serbien                    | Rentis Sports Hall “Melina Merkouri”, Athen Zuschauer: 50 Schiedsrichter: Christian Hannes / David Hannes |
| 21. Juni 2023 19:15 Uhr TV: Eurosport | meiste Tore: Marouane Boukhamsa (5) | (10:23)        | meiste Tore: Miloš Kos (6) | Rentis Sports Hall “Melina Merkouri”, Athen Zuschauer: 50 Schiedsrichter: Christian Hannes / David Hannes |
| 21. Juni 2023 19:15 Uhr TV: Eurosport | Strafen: 5×                         | Spielstatistik | Strafen: 2×                | Rentis Sports Hall “Melina Merkouri”, Athen Zuschauer: 50 Schiedsrichter: Christian Hannes / David Hannes |

| 21. Juni 2023 12:15 Uhr | Island                          | 35:18          | Chile                               | Rentis Sports Hall “Melina Merkouri”, Athen Schiedsrichter: Ante Mikelić / Petar Paradina |
| 21. Juni 2023 12:15 Uhr | meiste Tore: Andri Finnsson (7) | (12:6)         | meiste Tore: Luciano Scaramelli (6) | Rentis Sports Hall “Melina Merkouri”, Athen Schiedsrichter: Ante Mikelić / Petar Paradina |
| 21. Juni 2023 12:15 Uhr | Strafen: 1× 4×                  | Spielstatistik | Strafen: 1× 4×                      | Rentis Sports Hall “Melina Merkouri”, Athen Schiedsrichter: Ante Mikelić / Petar Paradina |

| 23. Juni 2023 12:15 Uhr | Chile                               | 18:24          | Marokko                                             | Rentis Sports Hall “Melina Merkouri”, Athen Zuschauer: 50 Schiedsrichter: Daniel Magalhães / Henrique Godoy |
| 23. Juni 2023 12:15 Uhr | meiste Tore: Luciano Scaramelli (7) | (9:13)         | meiste Tore: Abdellah Razgui, Achraf Eladich (je 5) | Rentis Sports Hall “Melina Merkouri”, Athen Zuschauer: 50 Schiedsrichter: Daniel Magalhães / Henrique Godoy |
| 23. Juni 2023 12:15 Uhr | Strafen: 3×                         | Spielstatistik | Strafen: 3×                                         | Rentis Sports Hall “Melina Merkouri”, Athen Zuschauer: 50 Schiedsrichter: Daniel Magalhães / Henrique Godoy |

| 23. Juni 2023 19:15 Uhr | Serbien                    | 29:32          | Island                                    | Rentis Sports Hall “Melina Merkouri”, Athen Zuschauer: 50 Schiedsrichter: Raouf Gasmi / Karim Gasmi |
| 23. Juni 2023 19:15 Uhr | meiste Tore: Miloš Kos (9) | (14:16)        | meiste Tore: Símon Michael Gudjónsson (8) | Rentis Sports Hall “Melina Merkouri”, Athen Zuschauer: 50 Schiedsrichter: Raouf Gasmi / Karim Gasmi |
| 23. Juni 2023 19:15 Uhr | Strafen: 1× 3× 2×          | Spielstatistik | Strafen: 1× 4×                            | Rentis Sports Hall “Melina Merkouri”, Athen Zuschauer: 50 Schiedsrichter: Raouf Gasmi / Karim Gasmi |

#### Gruppe H
| Pl. | Land          | Sp. | S | U | N | Tore     | Diff. | Punkte |
| --- | ------------- | --- | - | - | - | -------- | ----- | ------ |
| 1.  | Ägypten       | 3   | 3 | 0 | 0 | 0123:920 | +31   | 6      |
| 2.  | Griechenland  | 3   | 2 | 0 | 1 | 0103:840 | +19   | 4      |
| 3.  | Saudi-Arabien | 3   | 1 | 0 | 2 | 084:1000 | −16   | 2      |
| 4.  | Kuba          | 3   | 0 | 0 | 3 | 081:1150 | −34   | 0      |

| 20. Juni 2023 12:15 Uhr | Ägypten                          | 45:28          | Kuba                                      | Rentis Sports Hall “Melina Merkouri”, Athen Schiedsrichter: Raouf Gasmi / Karim Gasmi |
| 20. Juni 2023 12:15 Uhr | meiste Tore: Mohamed Ibrahim (7) | (20:14)        | meiste Tore: Maiko A. Vazques Aballi (11) | Rentis Sports Hall “Melina Merkouri”, Athen Schiedsrichter: Raouf Gasmi / Karim Gasmi |
| 20. Juni 2023 12:15 Uhr | Strafen: 2×                      | Spielstatistik | Strafen: 4× 1×                            | Rentis Sports Hall “Melina Merkouri”, Athen Schiedsrichter: Raouf Gasmi / Karim Gasmi |

| 20. Juni 2023 17:00 Uhr | Griechenland                                                                          | 31:22          | Saudi-Arabien                   | Rentis Sports Hall “Melina Merkouri”, Athen Schiedsrichter: Christian Hannes / David Hannes |
| 20. Juni 2023 17:00 Uhr | meiste Tore: C.Papagiannis, K.Kotsionis, A.Papazoglou, A.Toskas, N. Tzortzinis (je 4) | (15:10)        | meiste Tore: Hussain Furaij (5) | Rentis Sports Hall “Melina Merkouri”, Athen Schiedsrichter: Christian Hannes / David Hannes |
| 20. Juni 2023 17:00 Uhr | Strafen: 7×                                                                           | Spielstatistik | Strafen: 8×                     | Rentis Sports Hall “Melina Merkouri”, Athen Schiedsrichter: Christian Hannes / David Hannes |

| 21. Juni 2023 14:30 Uhr | Saudi-Arabien                         | 34:42          | Ägypten                        | Rentis Sports Hall “Melina Merkouri”, Athen Schiedsrichter: Daniel Magalhães / Henrique Godoy |
| 21. Juni 2023 14:30 Uhr | meiste Tore: Murtaja Alkhedhrawi (10) | (20:21)        | meiste Tore: Omar Mohamed (11) | Rentis Sports Hall “Melina Merkouri”, Athen Schiedsrichter: Daniel Magalhães / Henrique Godoy |
| 21. Juni 2023 14:30 Uhr | Strafen: 4×                           | Spielstatistik | Strafen: 2× 4×                 | Rentis Sports Hall “Melina Merkouri”, Athen Schiedsrichter: Daniel Magalhães / Henrique Godoy |

| 21. Juni 2023 17:00 Uhr | Griechenland                              | 42:26          | Kuba                                         | Rentis Sports Hall “Melina Merkouri”, Athen Zuschauer: 580 Schiedsrichter: Dino Konjičanin / Amar Konjičanin |
| 21. Juni 2023 17:00 Uhr | meiste Tore: Ioannis Vasileiou Tsafos (8) | (22:10)        | meiste Tore: Maiko Antono Vazques Aballi (7) | Rentis Sports Hall “Melina Merkouri”, Athen Zuschauer: 580 Schiedsrichter: Dino Konjičanin / Amar Konjičanin |
| 21. Juni 2023 17:00 Uhr | Strafen: 4×                               | Spielstatistik | Strafen: 5× 1×                               | Rentis Sports Hall “Melina Merkouri”, Athen Zuschauer: 580 Schiedsrichter: Dino Konjičanin / Amar Konjičanin |

| 23. Juni 2023 14:30 Uhr | Kuba                                       | 27:28          | Saudi-Arabien                        | Rentis Sports Hall “Melina Merkouri”, Athen Schiedsrichter: Ante Mikelić / Petar Paradina |
| 23. Juni 2023 14:30 Uhr | meiste Tore: Andro Cesar Gonzales Ruiz (5) | (10:16)        | meiste Tore: Murtaja Alkhedhrawi (9) | Rentis Sports Hall “Melina Merkouri”, Athen Schiedsrichter: Ante Mikelić / Petar Paradina |
| 23. Juni 2023 14:30 Uhr | Strafen: 1× 6× 1×                          | Spielstatistik | Strafen: 3×                          | Rentis Sports Hall “Melina Merkouri”, Athen Schiedsrichter: Ante Mikelić / Petar Paradina |

| 23. Juni 2023 17:00 Uhr | Ägypten                                        | 36:30          | Griechenland                      | Rentis Sports Hall “Melina Merkouri”, Athen Schiedsrichter: Andrej Budzák / Michal Záhradník |
| 23. Juni 2023 17:00 Uhr | meiste Tore: Omar Mohamed, Omar Mohamed (je 7) | (17:20)        | meiste Tore: Achilleas Toskas (8) | Rentis Sports Hall “Melina Merkouri”, Athen Schiedsrichter: Andrej Budzák / Michal Záhradník |
| 23. Juni 2023 17:00 Uhr | Strafen: 5×                                    | Spielstatistik | Strafen: 1× 6×                    | Rentis Sports Hall “Melina Merkouri”, Athen Schiedsrichter: Andrej Budzák / Michal Záhradník |

### President’s Cup
Beim President’s Cup ermitteln die dritt- und viertplatzierten Mannschaften aller Vorrundengruppen die Platzierungen 17 bis 32. Der President’s Cup läuft in zwei Phasen ab: Platzierungsrunde und Platzierungsspiele 17 bis 24 bzw. 25 bis 32.
Modus in der Platzierungsrunde
Die erste Phase ist die Platzierungsrunde, in der die Mannschaften in vier Gruppen mit 4 Teams aufgeteilt werden. Die Punktewertung und Entscheidung bei Punktgleichheit erfolgt wie in der Vorrunde beschrieben. Die Ergebnisse, die in der Vorrunde gegen Mannschaften erzielt wurden, die in derselben Platzierungsgruppe antreten, werden übernommen, damit Mannschaften aus derselben Vorrundengruppe nicht nochmals gegeneinander spielen.
Legende

Die Uhrzeiten sind in MEZ angegeben (Zeitzone in Athen plus 1 Std.).

#### Gruppe PC I
| Pl. | Land               | Sp. | S | U | N | Tore     | Diff. | Punkte |
| --- | ------------------ | --- | - | - | - | -------- | ----- | ------ |
| 1.  | Polen              | 3   | 3 | 0 | 0 | 0120:620 | +58   | 6      |
| 2.  | Algerien           | 3   | 1 | 1 | 1 | 073:780  | −5    | 3      |
| 3.  | Vereinigte Staaten | 3   | 1 | 1 | 1 | 070:940  | −24   | 3      |
| 4.  | Libyen             | 3   | 0 | 0 | 3 | 060:890  | −29   | 0      |

| 25. Juni 2023 13:30 Uhr | Polen                           | 37:17          | Libyen                                 | GETEC Arena, Magdeburg Zuschauer: 845 Schiedsrichter: Danielo Bozhinovski / Viktor Nachevski |
| 25. Juni 2023 13:30 Uhr | meiste Tore: Tomasz Kosznik (7) | (21:7)         | meiste Tore: Mohammed Alshuwayhidi (4) | GETEC Arena, Magdeburg Zuschauer: 845 Schiedsrichter: Danielo Bozhinovski / Viktor Nachevski |
| 25. Juni 2023 13:30 Uhr | Strafen: 1×                     | Spielstatistik | Strafen: 4×                            | GETEC Arena, Magdeburg Zuschauer: 845 Schiedsrichter: Danielo Bozhinovski / Viktor Nachevski |

| 25. Juni 2023 15:45 Uhr | Algerien                                                          | 23:23          | Vereinigte Staaten                | GETEC Arena, Magdeburg Zuschauer: 845 Schiedsrichter: Amir Gheisarian / Ahmad Gheisarian |
| 25. Juni 2023 15:45 Uhr | meiste Tore: Khettaf Abdelhafid, Blida Nidhal Eddine Badie (je 5) | (10:9)         | meiste Tore: Benjamin Edwards (5) | GETEC Arena, Magdeburg Zuschauer: 845 Schiedsrichter: Amir Gheisarian / Ahmad Gheisarian |
| 25. Juni 2023 15:45 Uhr | Strafen: 5×                                                       | Spielstatistik | Strafen: 3×                       | GETEC Arena, Magdeburg Zuschauer: 845 Schiedsrichter: Amir Gheisarian / Ahmad Gheisarian |

| 26. Juni 2023 11:00 Uhr | Polen                           | 36:23          | Algerien                         | GETEC Arena, Magdeburg Zuschauer: 1.406 Schiedsrichter: Marko Sekulić / Vladimir Jovandić |
| 26. Juni 2023 11:00 Uhr | meiste Tore: Tomasz Kosznik (8) | (16:11)        | meiste Tore: Sidi Aissa Ramy (7) | GETEC Arena, Magdeburg Zuschauer: 1.406 Schiedsrichter: Marko Sekulić / Vladimir Jovandić |
| 26. Juni 2023 11:00 Uhr | Strafen: 4×                     | Spielstatistik | Strafen: 4×                      | GETEC Arena, Magdeburg Zuschauer: 1.406 Schiedsrichter: Marko Sekulić / Vladimir Jovandić |

| 26. Juni 2023 13:15 Uhr | Vereinigte Staaten                                                 | 25:24          | Libyen                               | GETEC Arena, Magdeburg Zuschauer: 400 Schiedsrichter: Mathias Sosa / Cristian Lemes |
| 26. Juni 2023 13:15 Uhr | meiste Tore: O. Edwards, M. Walker, B. Edwards, G. Phillips (je 4) | (14:10)        | meiste Tore: Abdullah Hireebish (13) | GETEC Arena, Magdeburg Zuschauer: 400 Schiedsrichter: Mathias Sosa / Cristian Lemes |
| 26. Juni 2023 13:15 Uhr | Strafen: 1× 7×                                                     | Spielstatistik | Strafen: 5×                          | GETEC Arena, Magdeburg Zuschauer: 400 Schiedsrichter: Mathias Sosa / Cristian Lemes |

#### Gruppe PC II
| Pl. | Land       | Sp. | S | U | N | Tore     | Diff. | Punkte |
| --- | ---------- | --- | - | - | - | -------- | ----- | ------ |
| 1.  | Japan      | 3   | 3 | 0 | 0 | 0111:770 | +34   | 6      |
| 2.  | Kuwait     | 3   | 2 | 0 | 1 | 0102:910 | +11   | 4      |
| 3.  | Angola     | 3   | 1 | 0 | 2 | 0101:980 | +3    | 2      |
| 4.  | Costa Rica | 3   | 0 | 0 | 3 | 077:1250 | −48   | 0      |

| 25. Juni 2023 11:00 Uhr | Kuwait                       | 38:26          | Angola                                     | Swiss Life Hall, Hannover Zuschauer: 778 Schiedsrichter: Denis Bolić / Christoph Hurich |
| 25. Juni 2023 11:00 Uhr | meiste Tore: Ali Jaafar (11) | (23:15)        | meiste Tore: Ruben Gonçalves Ledi José (8) | Swiss Life Hall, Hannover Zuschauer: 778 Schiedsrichter: Denis Bolić / Christoph Hurich |
| 25. Juni 2023 11:00 Uhr | Strafen: 1× 2×               | Spielstatistik | Strafen: 1× 2×                             | Swiss Life Hall, Hannover Zuschauer: 778 Schiedsrichter: Denis Bolić / Christoph Hurich |

| 25. Juni 2023 13:15 Uhr | Japan                      | 41:22          | Costa Rica                               | Swiss Life Hall, Hannover Zuschauer: 778 Schiedsrichter: Khamis Al Wahibi / Omer Al-Shahi |
| 25. Juni 2023 13:15 Uhr | meiste Tore: Ren Arase (6) | (21:10)        | meiste Tore: Alex Trujillo Velásquez (5) | Swiss Life Hall, Hannover Zuschauer: 778 Schiedsrichter: Khamis Al Wahibi / Omer Al-Shahi |
| 25. Juni 2023 13:15 Uhr | Strafen: 3×                | Spielstatistik | Strafen: 4×                              | Swiss Life Hall, Hannover Zuschauer: 778 Schiedsrichter: Khamis Al Wahibi / Omer Al-Shahi |

| 26. Juni 2023 11:00 Uhr | Kuwait                         | 23:37          | Japan                                           | Swiss Life Hall, Hannover Zuschauer: 3.117 Schiedsrichter: Georgi Doychinow / Yulian Goretsow |
| 26. Juni 2023 11:00 Uhr | meiste Tore: Saif Aldawani (9) | (16:19)        | meiste Tore: Futa Takahashi, Tetta Otake (je 8) | Swiss Life Hall, Hannover Zuschauer: 3.117 Schiedsrichter: Georgi Doychinow / Yulian Goretsow |
| 26. Juni 2023 11:00 Uhr | Strafen: 1× 3×                 | Spielstatistik | Strafen: 2×                                     | Swiss Life Hall, Hannover Zuschauer: 3.117 Schiedsrichter: Georgi Doychinow / Yulian Goretsow |

| 26. Juni 2023 13:15 Uhr | Costa Rica                                     | 27:43          | Angola                                     | Swiss Life Hall, Hannover Zuschauer: 200 Schiedsrichter: Youcef Belkhiri / Sid Ali Hamidi |
| 26. Juni 2023 13:15 Uhr | meiste Tore: Erick Andrey Suárez Matarrita (7) | (12:19)        | meiste Tore: Gabriel Garcia Sebastião (13) | Swiss Life Hall, Hannover Zuschauer: 200 Schiedsrichter: Youcef Belkhiri / Sid Ali Hamidi |
| 26. Juni 2023 13:15 Uhr | Strafen: 1× 3×                                 | Spielstatistik | Strafen: 1× 4×                             | Swiss Life Hall, Hannover Zuschauer: 200 Schiedsrichter: Youcef Belkhiri / Sid Ali Hamidi |

#### Gruppe PC III
| Pl. | Land        | Sp. | S | U | N | Tore     | Diff. | Punkte |
| --- | ----------- | --- | - | - | - | -------- | ----- | ------ |
| 1.  | Norwegen    | 3   | 3 | 0 | 0 | 0115:770 | +38   | 6      |
| 2.  | Slowenien   | 3   | 2 | 0 | 1 | 0103:880 | +15   | 4      |
| 3.  | Argentinien | 3   | 1 | 0 | 2 | 0103:830 | +20   | 2      |
| 4.  | Grönland    | 3   | 0 | 0 | 3 | 065:1380 | −73   | 0      |

| 25. Juni 2023 11.45 Uhr | Norwegen                        | 47:21          | Grönland                                       | Ano Liossia Olympic Hall, Athen Schiedsrichter: Hamdy Nasser Hamdy Mahmoud / Mahmoud Elbeltagy |
| 25. Juni 2023 11.45 Uhr | meiste Tore: Erlend Johnsen (8) | (24:10)        | meiste Tore: Kusigaq Inuik Nielsen Isaksen (7) | Ano Liossia Olympic Hall, Athen Schiedsrichter: Hamdy Nasser Hamdy Mahmoud / Mahmoud Elbeltagy |
| 25. Juni 2023 11.45 Uhr | Strafen: 1× 4×                  | Spielstatistik | Strafen: 2×                                    | Ano Liossia Olympic Hall, Athen Schiedsrichter: Hamdy Nasser Hamdy Mahmoud / Mahmoud Elbeltagy |

| 25. Juni 2023 14:00 Uhr | Slowenien                     | 30:29          | Argentinien                               | Ano Liossia Olympic Hall, Athen Schiedsrichter: Titouan Picard / Pierre Vauchez |
| 25. Juni 2023 14:00 Uhr | meiste Tore: Vid Miklavec (8) | (15:15)        | meiste Tore: Tomás Martin Garay Gómez (6) | Ano Liossia Olympic Hall, Athen Schiedsrichter: Titouan Picard / Pierre Vauchez |
| 25. Juni 2023 14:00 Uhr | Strafen: 7× 1×                | Spielstatistik | Strafen: 1× 7× 2× 1×                      | Ano Liossia Olympic Hall, Athen Schiedsrichter: Titouan Picard / Pierre Vauchez |

| 26. Juni 2023 11.45 Uhr | Norwegen                          | 36:25          | Slowenien                     | Ano Liossia Olympic Hall, Athen Zuschauer: 100 Schiedsrichter: Daniel Magalhães / Henrique Godoy |
| 26. Juni 2023 11.45 Uhr | meiste Tore: Tord Lea Knutsen (7) | (20:12)        | meiste Tore: Vid Miklavec (5) | Ano Liossia Olympic Hall, Athen Zuschauer: 100 Schiedsrichter: Daniel Magalhães / Henrique Godoy |
| 26. Juni 2023 11.45 Uhr | Strafen: 1× 4×                    | Spielstatistik | Strafen: 4×                   | Ano Liossia Olympic Hall, Athen Zuschauer: 100 Schiedsrichter: Daniel Magalhães / Henrique Godoy |

| 26. Juni 2023 14:00 Uhr | Argentinien                           | 43:21          | Grönland                                                                             | Ano Liossia Olympic Hall, Athen Zuschauer: 30 Schiedsrichter: Andrej Budzák / Michal Záhradník |
| 26. Juni 2023 14:00 Uhr | meiste Tore: Martín Nicolas Jung (16) | (21:13)        | meiste Tore: Maligiaq Villads Lynge Rosing, Malik J. Jorn-Peter Larsen Rosing (je 5) | Ano Liossia Olympic Hall, Athen Zuschauer: 30 Schiedsrichter: Andrej Budzák / Michal Záhradník |
| 26. Juni 2023 14:00 Uhr | Strafen: 6×                           | Spielstatistik | Strafen: 1× 5×                                                                       | Ano Liossia Olympic Hall, Athen Zuschauer: 30 Schiedsrichter: Andrej Budzák / Michal Záhradník |

#### Gruppe PC IV
| Pl. | Land          | Sp. | S | U | N | Tore    | Diff. | Punkte |
| --- | ------------- | --- | - | - | - | ------- | ----- | ------ |
| 1.  | Marokko       | 3   | 2 | 1 | 0 | 081:630 | +18   | 5      |
| 2.  | Saudi-Arabien | 3   | 2 | 0 | 1 | 068:780 | −10   | 4      |
| 3.  | Kuba          | 3   | 0 | 2 | 1 | 076:770 | −1    | 2      |
| 4.  | Chile         | 3   | 0 | 1 | 2 | 061:680 | −7    | 1      |

| 25. Juni 2023 11.45 Uhr | Marokko                         | 24:24          | Kuba                                       | Rentis Sports Hall “Melina Merkouri”, Athen Schiedsrichter: Ante Mikelić / Petar Paradina |
| 25. Juni 2023 11.45 Uhr | meiste Tore: Mohamed Kissar (6) | (13:13)        | meiste Tore: Andro Cesar Gonzales Ruiz (6) | Rentis Sports Hall “Melina Merkouri”, Athen Schiedsrichter: Ante Mikelić / Petar Paradina |
| 25. Juni 2023 11.45 Uhr |                                 | Spielstatistik | Strafen: 1× 3×                             | Rentis Sports Hall “Melina Merkouri”, Athen Schiedsrichter: Ante Mikelić / Petar Paradina |

| 25. Juni 2023 14:00 Uhr | Saudi-Arabien                  | 19:18          | Chile                               | Rentis Sports Hall “Melina Merkouri”, Athen Zuschauer: 50 Schiedsrichter: Xiang Xu / Yu Liu |
| 25. Juni 2023 14:00 Uhr | meiste Tore: Qasem Alturki (5) | (10:9)         | meiste Tore: Luciano Scaramelli (5) | Rentis Sports Hall “Melina Merkouri”, Athen Zuschauer: 50 Schiedsrichter: Xiang Xu / Yu Liu |
| 25. Juni 2023 14:00 Uhr | Strafen: 2×                    | Spielstatistik | Strafen: 1× 3×                      | Rentis Sports Hall “Melina Merkouri”, Athen Zuschauer: 50 Schiedsrichter: Xiang Xu / Yu Liu |

| 26. Juni 2023 11.45 Uhr | Marokko                         | 33:21          | Saudi-Arabien                     | Rentis Sports Hall “Melina Merkouri”, Athen Zuschauer: 50 Schiedsrichter: Mihai Pîrvu / Radu Potîrniche |
| 26. Juni 2023 11.45 Uhr | meiste Tore: Achraf Eladich (7) | (15:14)        | meiste Tore: Ahmed Alabdullah (5) | Rentis Sports Hall “Melina Merkouri”, Athen Zuschauer: 50 Schiedsrichter: Mihai Pîrvu / Radu Potîrniche |
| 26. Juni 2023 11.45 Uhr | Strafen: 1× 4×                  | Spielstatistik | Strafen: 1×                       | Rentis Sports Hall “Melina Merkouri”, Athen Zuschauer: 50 Schiedsrichter: Mihai Pîrvu / Radu Potîrniche |

| 26. Juni 2023 14:00 Uhr | Chile                              | 25:25          | Kuba                                         | Rentis Sports Hall “Melina Merkouri”, Athen Zuschauer: 58 Schiedsrichter: Hamdy Nasser Hamdy Mahmoud / Mahmoud Elbeltagy |
| 26. Juni 2023 14:00 Uhr | meiste Tore: Cristóbal Oyarzún (7) | (13:11)        | meiste Tore: Maiko Antono Vazques Aballi (9) | Rentis Sports Hall “Melina Merkouri”, Athen Zuschauer: 58 Schiedsrichter: Hamdy Nasser Hamdy Mahmoud / Mahmoud Elbeltagy |
| 26. Juni 2023 14:00 Uhr | Strafen: 1×                        | Spielstatistik | Strafen: 5×                                  | Rentis Sports Hall “Melina Merkouri”, Athen Zuschauer: 58 Schiedsrichter: Hamdy Nasser Hamdy Mahmoud / Mahmoud Elbeltagy |

### Hauptrunde
Modus in der Hauptrunde
Die erst- und zweitplatzierten Mannschaften aller Vorrundengruppen sind für die vier Hauptrundengruppen qualifiziert. Die Punktewertung und Entscheidung bei Punktgleichheit erfolgt wie in der Vorrunde beschrieben. Die Ergebnisse, die in der Vorrunde gegen Mannschaften erzielt wurden, die in derselben Hauptrundengruppe antreten, werden übernommen, damit Mannschaften aus derselben Vorrundengruppe nicht nochmals gegeneinander spielen. Die ersten beiden Mannschaften jeder Hauptrundengruppe qualifizieren sich für das Viertelfinale in Berlin, die Mannschaften auf den Plätzen drei und vier spielen in weiteren Platzierungsspielen die Endplatzierungen 9 bis 16 aus
Legende

Die Uhrzeiten sind in MEZ angegeben (Zeitzone in Athen plus 1 Std.).

#### Gruppe HR I

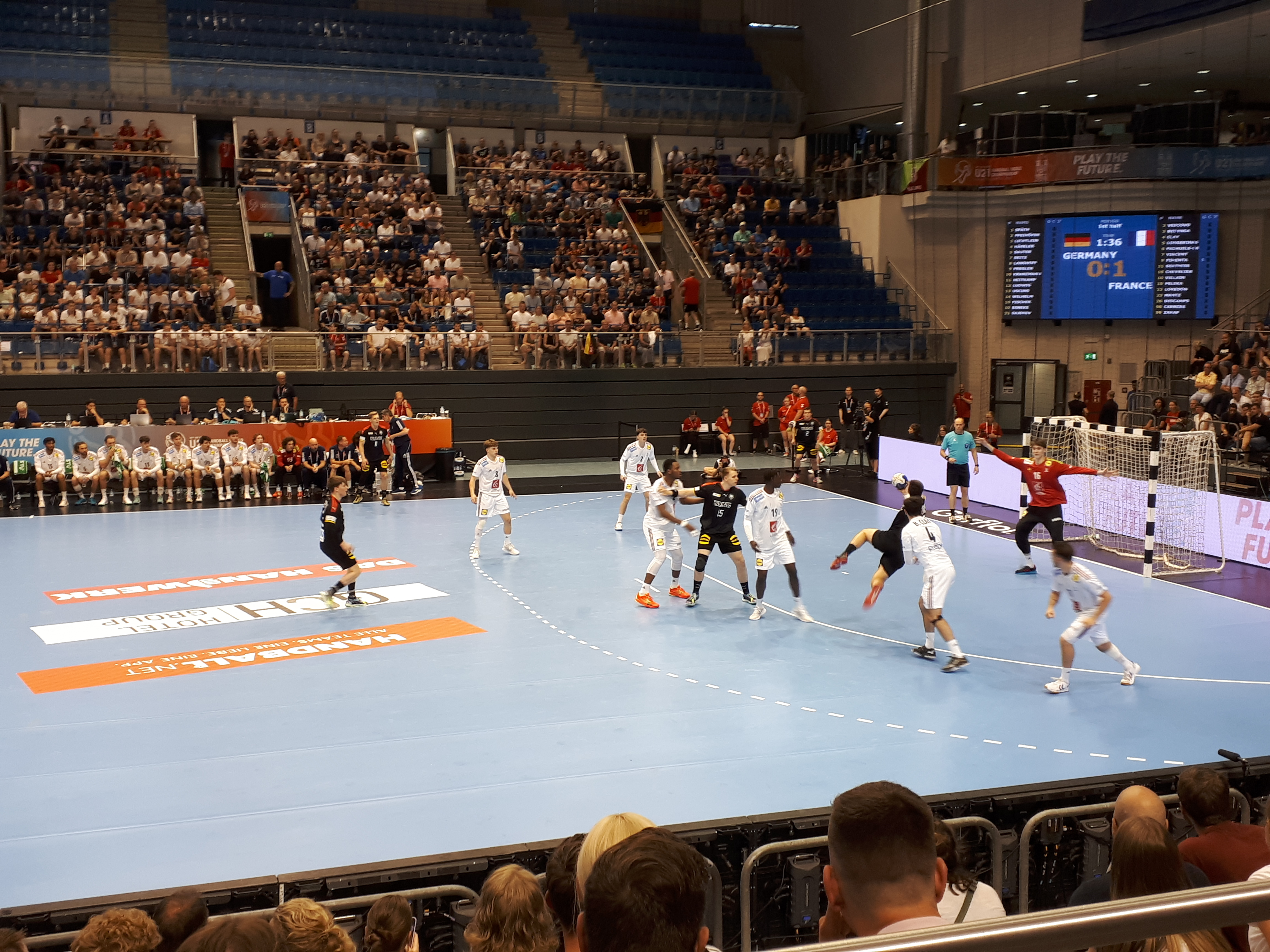
Deutschland-Frankreich

| Pl. | Land        | Sp. | S | U | N | Tore     | Diff. | Punkte |
| --- | ----------- | --- | - | - | - | -------- | ----- | ------ |
| 1.  | Deutschland | 3   | 3 | 0 | 0 | 0107:890 | +18   | 6      |
| 2.  | Kroatien    | 3   | 2 | 0 | 1 | 092:800  | +12   | 4      |
| 3.  | Frankreich  | 3   | 1 | 0 | 2 | 097:880  | +9    | 2      |
| 4.  | Tunesien    | 3   | 0 | 0 | 3 | 085:1240 | −39   | 0      |

| 25. Juni 2023 18:15 Uhr | Kroatien                     | 36:23          | Tunesien                                                                        | GETEC Arena, Magdeburg Zuschauer: 1700 Schiedsrichter: Mathias Sosa / Cristian Lemes |
| 25. Juni 2023 18:15 Uhr | meiste Tore: Ivan Barbić (6) | (13:6)         | meiste Tore: Yassine Ben Salem, Seghaier Rayen, Mohamed Aziz Ben Hamouda (je 5) | GETEC Arena, Magdeburg Zuschauer: 1700 Schiedsrichter: Mathias Sosa / Cristian Lemes |
| 25. Juni 2023 18:15 Uhr | Strafen: 2×                  | Spielstatistik | Strafen: 4×                                                                     | GETEC Arena, Magdeburg Zuschauer: 1700 Schiedsrichter: Mathias Sosa / Cristian Lemes |

| 25. Juni 2023 20:30 Uhr TV: Eurosport | Deutschland                     | 30:29                        | Frankreich                      | GETEC Arena, Magdeburg Zuschauer: 3100 Schiedsrichter: Marko Sekulić / Vladimir Jovandić |
| 25. Juni 2023 20:30 Uhr TV: Eurosport | meiste Tore: Justus Fischer (5) | (17:16)                      | meiste Tore: Guéric Vincent (7) | GETEC Arena, Magdeburg Zuschauer: 3100 Schiedsrichter: Marko Sekulić / Vladimir Jovandić |
| 25. Juni 2023 20:30 Uhr TV: Eurosport | Strafen: 3×                     | Spielstatistik, Spielbericht | Strafen: 1× 5×                  | GETEC Arena, Magdeburg Zuschauer: 3100 Schiedsrichter: Marko Sekulić / Vladimir Jovandić |

| 26. Juni 2023 18:15 Uhr | Frankreich                                             | 42:31          | Tunesien                         | GETEC Arena, Magdeburg Zuschauer: 2345 Schiedsrichter: Cristina Lovin / Simona Stancu |
| 26. Juni 2023 18:15 Uhr | meiste Tore: Mattéo Fadhuile-Crepy, Sacha Mantz (je 6) | (19:13)        | meiste Tore: Kousay Ben Fraj (6) | GETEC Arena, Magdeburg Zuschauer: 2345 Schiedsrichter: Cristina Lovin / Simona Stancu |
| 26. Juni 2023 18:15 Uhr | Strafen: 1× 5×                                         | Spielstatistik | Strafen: 1× 3× 1×                | GETEC Arena, Magdeburg Zuschauer: 2345 Schiedsrichter: Cristina Lovin / Simona Stancu |

| 26. Juni 2023 20:30 Uhr TV: Eurosport | Kroatien                     | 29:31          | Deutschland                    | GETEC Arena, Magdeburg Zuschauer: 2345 Schiedsrichter: Eskil Braseth / Leif Andre Sundet |
| 26. Juni 2023 20:30 Uhr TV: Eurosport | meiste Tore: Ivan Barbić (6) | (12:15)        | meiste Tore: Tim Freihöfer (7) | GETEC Arena, Magdeburg Zuschauer: 2345 Schiedsrichter: Eskil Braseth / Leif Andre Sundet |
| 26. Juni 2023 20:30 Uhr TV: Eurosport | Strafen: 1× 3×               | Spielstatistik |                                | GETEC Arena, Magdeburg Zuschauer: 2345 Schiedsrichter: Eskil Braseth / Leif Andre Sundet |

#### Gruppe HR II
| Pl. | Land      | Sp. | S | U | N | Tore    | Diff. | Punkte |
| --- | --------- | --- | - | - | - | ------- | ----- | ------ |
| 1.  | Färöer    | 3   | 3 | 0 | 0 | 094:770 | +17   | 6      |
| 2.  | Portugal  | 3   | 2 | 0 | 1 | 079:770 | +2    | 4      |
| 3.  | Spanien   | 3   | 1 | 0 | 2 | 098:890 | +9    | 2      |
| 4.  | Brasilien | 3   | 0 | 0 | 3 | 068:960 | −28   | 0      |

| 25. Juni 2023 15:45 Uhr | Portugal                        | 33:31          | Spanien                    | Swiss Life Hall, Hannover Zuschauer: 1180 Schiedsrichter: Youcef Belkhiri / Sid Ali Hamidi |
| 25. Juni 2023 15:45 Uhr | meiste Tore: Pedro Oliveira (7) | (19:20)        | meiste Tore: Jan Gurri (8) | Swiss Life Hall, Hannover Zuschauer: 1180 Schiedsrichter: Youcef Belkhiri / Sid Ali Hamidi |
| 25. Juni 2023 15:45 Uhr | Strafen: 1× 4×                  | Spielstatistik | Strafen: 3×                | Swiss Life Hall, Hannover Zuschauer: 1180 Schiedsrichter: Youcef Belkhiri / Sid Ali Hamidi |

| 25. Juni 2023 18:00 Uhr | Färöer                                       | 33:27          | Brasilien                                  | Swiss Life Hall, Hannover Zuschauer: 1180 Schiedsrichter: Georgi Doychinow / Yulian Goretsow |
| 25. Juni 2023 18:00 Uhr | meiste Tore: Elias Ellefsen á Skipagøtu (13) | (16:13)        | meiste Tore: Hugo Bryan Monta Da Silva (7) | Swiss Life Hall, Hannover Zuschauer: 1180 Schiedsrichter: Georgi Doychinow / Yulian Goretsow |
| 25. Juni 2023 18:00 Uhr | Strafen: 1×                                  | Spielstatistik | Strafen: 1×                                | Swiss Life Hall, Hannover Zuschauer: 1180 Schiedsrichter: Georgi Doychinow / Yulian Goretsow |

| 26. Juni 2023 15:45 Uhr | Portugal                     | 19:27          | Färöer                                             | Swiss Life Hall, Hannover Zuschauer: 638 Schiedsrichter: Ádám Bíró / Olivér Kiss |
| 26. Juni 2023 15:45 Uhr | meiste Tore: André Sousa (4) | (10:15)        | meiste Tore: Bogi Hansen, Bjarni í Selvindi (je 8) | Swiss Life Hall, Hannover Zuschauer: 638 Schiedsrichter: Ádám Bíró / Olivér Kiss |
| 26. Juni 2023 15:45 Uhr | Strafen: 2×                  | Spielstatistik | Strafen: 1×                                        | Swiss Life Hall, Hannover Zuschauer: 638 Schiedsrichter: Ádám Bíró / Olivér Kiss |

| 26. Juni 2023 18:00 Uhr | Brasilien                                      | 22:36          | Spanien                         | Swiss Life Hall, Hannover Zuschauer: 638 Schiedsrichter: Novica Mitrović / Miljan Vešović |
| 26. Juni 2023 18:00 Uhr | meiste Tore: Caio Vinícius De Souza Morais (4) | (8:16)         | meiste Tore: Carlos Álvarez (7) | Swiss Life Hall, Hannover Zuschauer: 638 Schiedsrichter: Novica Mitrović / Miljan Vešović |
| 26. Juni 2023 18:00 Uhr | Strafen: 1× 3×                                 | Spielstatistik | Strafen: 2×                     | Swiss Life Hall, Hannover Zuschauer: 638 Schiedsrichter: Novica Mitrović / Miljan Vešović |

#### Gruppe HR III
| Pl. | Land     | Sp. | S | U | N | Tore    | Diff. | Punkte |
| --- | -------- | --- | - | - | - | ------- | ----- | ------ |
| 1.  | Ungarn   | 3   | 3 | 0 | 0 | 089:750 | +14   | 6      |
| 2.  | Dänemark | 3   | 2 | 0 | 1 | 085:810 | +4    | 4      |
| 3.  | Schweden | 3   | 1 | 0 | 2 | 087:750 | +12   | 2      |
| 4.  | Bahrain  | 3   | 0 | 0 | 3 | 060:900 | −30   | 0      |

| 25. Juni 2023 16:30 Uhr | Ungarn                      | 27:21          | Bahrain                       | Ano Liossia Olympic Hall, Athen Schiedsrichter: Daniel Magalhães / Henrique Godoy |
| 25. Juni 2023 16:30 Uhr | meiste Tore: Bence Imre (9) | (14:12)        | meiste Tore: Jasim Khamis (6) | Ano Liossia Olympic Hall, Athen Schiedsrichter: Daniel Magalhães / Henrique Godoy |
| 25. Juni 2023 16:30 Uhr | Strafen: 6×                 | Spielstatistik | Strafen: 1× 4× 1×             | Ano Liossia Olympic Hall, Athen Schiedsrichter: Daniel Magalhães / Henrique Godoy |

| 25. Juni 2023 18:45 Uhr | Schweden                      | 26:29          | Dänemark                                                  | Ano Liossia Olympic Hall, Athen Schiedsrichter: Andrej Budzák / Michal Záhradník |
| 25. Juni 2023 18:45 Uhr | meiste Tore: Felix Möller (7) | (15:14)        | meiste Tore: Thomas Sommer Arnoldsen, Hjalte Lykke (je 6) | Ano Liossia Olympic Hall, Athen Schiedsrichter: Andrej Budzák / Michal Záhradník |
| 25. Juni 2023 18:45 Uhr | Strafen: 5×                   | Spielstatistik | Strafen: 1× 4×                                            | Ano Liossia Olympic Hall, Athen Schiedsrichter: Andrej Budzák / Michal Záhradník |

| 26. Juni 2023 16:30 Uhr | Ungarn                       | 29:26          | Schweden                       | Ano Liossia Olympic Hall, Athen Zuschauer: 100 Schiedsrichter: Dino Konjičanin / Amar Konjičanin |
| 26. Juni 2023 16:30 Uhr | meiste Tore: Bence Imre (11) | (16:13)        | meiste Tore: Kasper Palmar (8) | Ano Liossia Olympic Hall, Athen Zuschauer: 100 Schiedsrichter: Dino Konjičanin / Amar Konjičanin |
| 26. Juni 2023 16:30 Uhr | Strafen: 4×                  | Spielstatistik | Strafen: 2×                    | Ano Liossia Olympic Hall, Athen Zuschauer: 100 Schiedsrichter: Dino Konjičanin / Amar Konjičanin |

| 26. Juni 2023 18:45 Uhr | Dänemark                                                       | 28:22          | Bahrain                        | Ano Liossia Olympic Hall, Athen Schiedsrichter: Raouf Gasmi / Karim Gasmi |
| 26. Juni 2023 18:45 Uhr | meiste Tore: Marinus Grandahl Munk, Christian Termansen (je 4) | (16:7)         | meiste Tore: Mohamed Rabia (8) | Ano Liossia Olympic Hall, Athen Schiedsrichter: Raouf Gasmi / Karim Gasmi |
| 26. Juni 2023 18:45 Uhr | Strafen: 1× 3×                                                 | Spielstatistik | Strafen: 1× 2×                 | Ano Liossia Olympic Hall, Athen Schiedsrichter: Raouf Gasmi / Karim Gasmi |

#### Gruppe HR IV
| Pl. | Land         | Sp. | S | U | N | Tore    | Diff. | Punkte |
| --- | ------------ | --- | - | - | - | ------- | ----- | ------ |
| 1.  | Island       | 3   | 3 | 0 | 0 | 090:850 | +5    | 6      |
| 2.  | Serbien      | 3   | 2 | 0 | 1 | 096:810 | +15   | 4      |
| 3.  | Ägypten      | 3   | 1 | 0 | 2 | 090:920 | −2    | 2      |
| 4.  | Griechenland | 3   | 0 | 0 | 3 | 081:990 | −18   | 0      |

| 25. Juni 2023 16:30 Uhr | Island                                                                                      | 29:28          | Griechenland                      | Rentis Sports Hall “Melina Merkouri”, Athen Zuschauer: 480 Schiedsrichter: Dino Konjičanin / Amar Konjičanin |
| 25. Juni 2023 16:30 Uhr | meiste Tore: Andri Már Rúnarsson, Benedikt Gunnar Óskarsson, Kristófer Máni Jónasson (je 6) | (14:15)        | meiste Tore: Achilleas Toskas (7) | Rentis Sports Hall “Melina Merkouri”, Athen Zuschauer: 480 Schiedsrichter: Dino Konjičanin / Amar Konjičanin |
| 25. Juni 2023 16:30 Uhr | Strafen: 4×                                                                                 | Spielstatistik | Strafen: 1× 5× 1×                 | Rentis Sports Hall “Melina Merkouri”, Athen Zuschauer: 480 Schiedsrichter: Dino Konjičanin / Amar Konjičanin |

| 25. Juni 2023 18:45 Uhr | Ägypten                          | 26:33          | Serbien                         | Rentis Sports Hall “Melina Merkouri”, Athen Schiedsrichter: Raouf Gasmi / Karim Gasmi |
| 25. Juni 2023 18:45 Uhr | meiste Tore: Mohab Abdelhak (10) | (12:18)        | meiste Tore: Nikola Zečević (8) | Rentis Sports Hall “Melina Merkouri”, Athen Schiedsrichter: Raouf Gasmi / Karim Gasmi |
| 25. Juni 2023 18:45 Uhr | Strafen: 3× 1×                   | Spielstatistik | Strafen: 1× 4×                  | Rentis Sports Hall “Melina Merkouri”, Athen Schiedsrichter: Raouf Gasmi / Karim Gasmi |

| 26. Juni 2023 16:30 Uhr | Island                               | 29:28          | Ägypten                        | Rentis Sports Hall “Melina Merkouri”, Athen Zuschauer: 270 Schiedsrichter: Ante Mikelić / Petar Paradina |
| 26. Juni 2023 16:30 Uhr | meiste Tore: Andri Már Rúnarsson (6) | (19:13)        | meiste Tore: Hisham Doieb (11) | Rentis Sports Hall “Melina Merkouri”, Athen Zuschauer: 270 Schiedsrichter: Ante Mikelić / Petar Paradina |
| 26. Juni 2023 16:30 Uhr | Strafen: 6×                          | Spielstatistik | Strafen: 5× 1×                 | Rentis Sports Hall “Melina Merkouri”, Athen Zuschauer: 270 Schiedsrichter: Ante Mikelić / Petar Paradina |

| 26. Juni 2023 18:45 Uhr | Serbien                       | 34:23          | Griechenland                                                       | Rentis Sports Hall “Melina Merkouri”, Athen Zuschauer: 580 Schiedsrichter: Christian Hannes / David Hannes |
| 26. Juni 2023 18:45 Uhr | meiste Tore: Mateja Dodić (8) | (15:12)        | meiste Tore: Christos Papagiannis, Ioannis Vasileiou Tsafos (je 4) | Rentis Sports Hall “Melina Merkouri”, Athen Zuschauer: 580 Schiedsrichter: Christian Hannes / David Hannes |
| 26. Juni 2023 18:45 Uhr | Strafen: 1×                   | Spielstatistik | Strafen: 1× 5×                                                     | Rentis Sports Hall “Melina Merkouri”, Athen Zuschauer: 580 Schiedsrichter: Christian Hannes / David Hannes |

### Platzierungsspiele
Modus in den Platzierungsspielen
Alle Mannschaften aus dem President’s Cup und die in der Hauptrunde ausgeschiedenen Teams spielten in weiteren Platzierungsspielen um die Plätze 9 bis 32. Zur Reduzierung der Reisen zwischen Griechenland und Deutschland auf ein Minimum, kam bei den Platzierungsspielen ein gegenüber den Regularien leicht angepasster Modus zur Anwendung, der es erlaubte, dass die Mannschaften in den beiden Ausrichterländern verblieben. Alle Platzierungsspiele wurden im K.-o.-System durchgeführt. Im Falle eines Unentschiedens nach regulärer Spielzeit wurden die Platzierungsspiele direkt durch ein Siebenmeterwerfen entschieden.

#### Platzierungsspiele 25 bis 32
Die Mannschaften, die in den Gruppen der President’s Cup-Platzierungsrunde die Plätze 3 und 4 belegten, spielten in jeweils zwei weiteren Spielen die Plätze 25 bis 32 aus.
Spiel PC3
| 28. Juni 2023 15:45 Uhr | Vereinigte Staaten                | 25:23          | Costa Rica                                  | Swiss Life Hall, Hannover Zuschauer: 304 Schiedsrichter: Khamis Al Wahibi / Omer Al-Shahi |
| 28. Juni 2023 15:45 Uhr | meiste Tore: Benjamin Edwards (7) | (14:11)        | meiste Tore: Saúl Alberto Vargas Alfaro (7) | Swiss Life Hall, Hannover Zuschauer: 304 Schiedsrichter: Khamis Al Wahibi / Omer Al-Shahi |
| 28. Juni 2023 15:45 Uhr | Strafen: 2×                       | Spielstatistik | Strafen: 1×                                 | Swiss Life Hall, Hannover Zuschauer: 304 Schiedsrichter: Khamis Al Wahibi / Omer Al-Shahi |

Spiel PC4
| 28. Juni 2023 18:00 Uhr | Libyen                              | 24:32          | Angola                                      | Swiss Life Hall, Hannover Zuschauer: 304 Schiedsrichter: Denis Bolić / Christoph Hurich |
| 28. Juni 2023 18:00 Uhr | meiste Tore: Abdullah Hireebish (6) | (9:12)         | meiste Tore: Ruben Gonçalves Ledi José (13) | Swiss Life Hall, Hannover Zuschauer: 304 Schiedsrichter: Denis Bolić / Christoph Hurich |
| 28. Juni 2023 18:00 Uhr | Strafen: 1× 2×                      | Spielstatistik | Strafen: 3×                                 | Swiss Life Hall, Hannover Zuschauer: 304 Schiedsrichter: Denis Bolić / Christoph Hurich |

Spiel PC5
| 28. Juni 2023 10:00 Uhr | Argentinien                               | 31:20          | Chile                             | Rentis Sports Hall “Melina Merkouri”, Athen Zuschauer: 50 Schiedsrichter: Hamdy Nasser Hamdy Mahmoud / Mahmoud Elbeltagy |
| 28. Juni 2023 10:00 Uhr | meiste Tore: Tomás Martin Garay Gómez (9) | (19:9)         | meiste Tore: Daniel Montecino (6) | Rentis Sports Hall “Melina Merkouri”, Athen Zuschauer: 50 Schiedsrichter: Hamdy Nasser Hamdy Mahmoud / Mahmoud Elbeltagy |
| 28. Juni 2023 10:00 Uhr | Strafen: 2×                               | Spielstatistik | Strafen: 2×                       | Rentis Sports Hall “Melina Merkouri”, Athen Zuschauer: 50 Schiedsrichter: Hamdy Nasser Hamdy Mahmoud / Mahmoud Elbeltagy |

Spiel PC6
| 28. Juni 2023 12:00 Uhr | Grönland                                        | 13:47          | Kuba                                    | Rentis Sports Hall “Melina Merkouri”, Athen Zuschauer: 55 Schiedsrichter: Xiang Xu / Yu Liu |
| 28. Juni 2023 12:00 Uhr | meiste Tore: Steen E.P. Malik Kleist Møller (5) | (6:24)         | meiste Tore: Rolando Mendez Cabrera (9) | Rentis Sports Hall “Melina Merkouri”, Athen Zuschauer: 55 Schiedsrichter: Xiang Xu / Yu Liu |
| 28. Juni 2023 12:00 Uhr |                                                 | Spielstatistik | Strafen: 1×                             | Rentis Sports Hall “Melina Merkouri”, Athen Zuschauer: 55 Schiedsrichter: Xiang Xu / Yu Liu |

Abschließende Platzierungsspiele
Verlierer oben genannter Spiele
| 29. Juni 2023 15:45 Uhr | Costa Rica                                        | 32:35          | Libyen                                           | Swiss Life Hall, Hannover Zuschauer: 347 Schiedsrichter: Amir Gheisarian / Ahmad Gheisarian |
| 29. Juni 2023 15:45 Uhr | meiste Tore: Jerson Yafeth Cantarero Martínez (9) | (12:16)        | meiste Tore: Ahmed Abdalla, Wael Irwayhah (je 8) | Swiss Life Hall, Hannover Zuschauer: 347 Schiedsrichter: Amir Gheisarian / Ahmad Gheisarian |
| 29. Juni 2023 15:45 Uhr | Strafen: 1×                                       | Spielstatistik | Strafen: 3×                                      | Swiss Life Hall, Hannover Zuschauer: 347 Schiedsrichter: Amir Gheisarian / Ahmad Gheisarian |

| 29. Juni 2023 10:00 Uhr | Chile                              | 27:18          | Grönland                                                   | Rentis Sports Hall “Melina Merkouri”, Athen Zuschauer: 50 Schiedsrichter: Mihai Pîrvu / Radu Potîrniche |
| 29. Juni 2023 10:00 Uhr | meiste Tore: Cristóbal Oyarzún (8) | (11:8)         | meiste Tore: Malik J.J.P.Larsen Rosing, A.T.Lennert (je 4) | Rentis Sports Hall “Melina Merkouri”, Athen Zuschauer: 50 Schiedsrichter: Mihai Pîrvu / Radu Potîrniche |
| 29. Juni 2023 10:00 Uhr | Strafen: 5×                        | Spielstatistik | Strafen: 4×                                                | Rentis Sports Hall “Melina Merkouri”, Athen Zuschauer: 50 Schiedsrichter: Mihai Pîrvu / Radu Potîrniche |

Sieger oben genannter Spiele
| 29. Juni 2023 18:00 Uhr | Vereinigte Staaten              | 26:33          | Angola                                 | Swiss Life Hall, Hannover Zuschauer: 347 Schiedsrichter: Novica Mitrović / Miljan Vešović |
| 29. Juni 2023 18:00 Uhr | meiste Tore: Matisse Walker (1) | (12:17)        | meiste Tore: Nelson Domingos Pedro (8) | Swiss Life Hall, Hannover Zuschauer: 347 Schiedsrichter: Novica Mitrović / Miljan Vešović |
| 29. Juni 2023 18:00 Uhr | Strafen: 3× 1×                  | Spielstatistik | Strafen: 4×                            | Swiss Life Hall, Hannover Zuschauer: 347 Schiedsrichter: Novica Mitrović / Miljan Vešović |

| 29. Juni 2023 12:00 Uhr | Argentinien                          | 43:30          | Kuba                                                                  | Rentis Sports Hall “Melina Merkouri”, Athen Zuschauer: 50 Schiedsrichter: Titouan Picard / Pierre Vauchez |
| 29. Juni 2023 12:00 Uhr | meiste Tore: Martín Nicolas Jung (9) | (22:15)        | meiste Tore: Samuel A.Cordies Castillo, Maiko A.Vazques Aballi (je 7) | Rentis Sports Hall “Melina Merkouri”, Athen Zuschauer: 50 Schiedsrichter: Titouan Picard / Pierre Vauchez |
| 29. Juni 2023 12:00 Uhr | Strafen: 2×                          | Spielstatistik | Strafen: 9×                                                           | Rentis Sports Hall “Melina Merkouri”, Athen Zuschauer: 50 Schiedsrichter: Titouan Picard / Pierre Vauchez |

#### Platzierungsspiele 17 bis 24
Die Mannschaften, die in den Gruppen der President’s Cup-Platzierungsrunde die Plätze 1 und 2 belegten, spielten in jeweils zwei weiteren Spielen die Plätze 17 bis 24 aus.
Spiel PC1
| 28. Juni 2023 11:00 Uhr | Polen                              | 27:21          | Kuwait                          | Swiss Life Hall, Hannover Zuschauer: 3272 Schiedsrichter: Novica Mitrović / Miljan Vešović |
| 28. Juni 2023 11:00 Uhr | meiste Tore: Jakub Powarzyński (8) | (14:8)         | meiste Tore: Saif Aldawani (10) | Swiss Life Hall, Hannover Zuschauer: 3272 Schiedsrichter: Novica Mitrović / Miljan Vešović |
| 28. Juni 2023 11:00 Uhr | Strafen: 4×                        | Spielstatistik | Strafen: 2×                     | Swiss Life Hall, Hannover Zuschauer: 3272 Schiedsrichter: Novica Mitrović / Miljan Vešović |

Spiel PC2
| 28. Juni 2023 13:15 Uhr | Algerien                                   | 30:37          | Japan                            | Swiss Life Hall, Hannover Zuschauer: 204 Schiedsrichter: Amir Gheisarian / Ahmad Gheisarian |
| 28. Juni 2023 13:15 Uhr | meiste Tore: Blida Nidhal Eddine Badie (9) | (1417)         | meiste Tore: Naoki Fujisaka (11) | Swiss Life Hall, Hannover Zuschauer: 204 Schiedsrichter: Amir Gheisarian / Ahmad Gheisarian |
| 28. Juni 2023 13:15 Uhr | Strafen: 1×                                | Spielstatistik | Strafen: 1×                      | Swiss Life Hall, Hannover Zuschauer: 204 Schiedsrichter: Amir Gheisarian / Ahmad Gheisarian |

Spiel PC7
| 28. Juni 2023 14:00 Uhr | Norwegen                             | 35:22          | Saudi-Arabien                                             | Rentis Sports Hall “Melina Merkouri”, Athen Zuschauer: 33 Schiedsrichter: Ante Mikelić / Petar Paradina |
| 28. Juni 2023 14:00 Uhr | meiste Tore: Aleksander Høiness (10) | (15:11)        | meiste Tore: Murtaja Alkhedhrawi, Sajjad Al Fardan (je 5) | Rentis Sports Hall “Melina Merkouri”, Athen Zuschauer: 33 Schiedsrichter: Ante Mikelić / Petar Paradina |
| 28. Juni 2023 14:00 Uhr | Strafen: 4×                          | Spielstatistik | Strafen: 5×                                               | Rentis Sports Hall “Melina Merkouri”, Athen Zuschauer: 33 Schiedsrichter: Ante Mikelić / Petar Paradina |

Spiel PC8
| 28. Juni 2023 16:00 Uhr | Slowenien                     | 39:21          | Marokko                         | Rentis Sports Hall “Melina Merkouri”, Athen Zuschauer: 50 Schiedsrichter: Titouan Picard / Pierre Vauchez |
| 28. Juni 2023 16:00 Uhr | meiste Tore: Vid Miklavec (8) | (17:10)        | meiste Tore: Mohamed Kissar (5) | Rentis Sports Hall “Melina Merkouri”, Athen Zuschauer: 50 Schiedsrichter: Titouan Picard / Pierre Vauchez |
| 28. Juni 2023 16:00 Uhr | Strafen: 2×                   | Spielstatistik | Strafen: 4×                     | Rentis Sports Hall “Melina Merkouri”, Athen Zuschauer: 50 Schiedsrichter: Titouan Picard / Pierre Vauchez |

Abschließende Platzierungsspiele
Verlierer oben genannter Spiele
| 29. Juni 2023 11:00 Uhr | Kuwait                         | 27:36          | Algerien                         | Swiss Life Hall, Hannover Zuschauer: 3.215 Schiedsrichter: Denis Bolić / Christoph Hurich |
| 29. Juni 2023 11:00 Uhr | meiste Tore: Saif Aldawani (8) | (14:15)        | meiste Tore: Sidi Aissa Ramy (9) | Swiss Life Hall, Hannover Zuschauer: 3.215 Schiedsrichter: Denis Bolić / Christoph Hurich |
| 29. Juni 2023 11:00 Uhr | Strafen: 3×                    | Spielstatistik | Strafen: 3×                      | Swiss Life Hall, Hannover Zuschauer: 3.215 Schiedsrichter: Denis Bolić / Christoph Hurich |

| 29. Juni 2023 14:00 Uhr | Saudi-Arabien                     | 25:20          | Marokko                             | Rentis Sports Hall “Melina Merkouri”, Athen Zuschauer: 50 Schiedsrichter: Danielo Bozhinovski / Viktor Nachevski |
| 29. Juni 2023 14:00 Uhr | meiste Tore: Ahmed Alabdullah (8) | (15:10)        | meiste Tore: Marouane Boukhamsa (6) | Rentis Sports Hall “Melina Merkouri”, Athen Zuschauer: 50 Schiedsrichter: Danielo Bozhinovski / Viktor Nachevski |
| 29. Juni 2023 14:00 Uhr | Strafen: 3×                       | Spielstatistik | Strafen: 3×                         | Rentis Sports Hall “Melina Merkouri”, Athen Zuschauer: 50 Schiedsrichter: Danielo Bozhinovski / Viktor Nachevski |

Sieger oben genannter Spiele
| 29. Juni 2023 13:15 Uhr | Polen                                               | 28:22          | Japan                           | Swiss Life Hall, Hannover Zuschauer: 540 Schiedsrichter: Marko Sekulić / Vladimir Jovandić |
| 29. Juni 2023 13:15 Uhr | meiste Tore: Dawid Molski, Jakub Powarzyński (je 5) | (12:11)        | meiste Tore: Naoki Fujisaka (8) | Swiss Life Hall, Hannover Zuschauer: 540 Schiedsrichter: Marko Sekulić / Vladimir Jovandić |
| 29. Juni 2023 13:15 Uhr | Strafen: 1× 4×                                      | Spielstatistik | Strafen: 1× 4×                  | Swiss Life Hall, Hannover Zuschauer: 540 Schiedsrichter: Marko Sekulić / Vladimir Jovandić |

| 29. Juni 2023 16:00 Uhr | Norwegen                                            | 28:24          | Slowenien                     | Rentis Sports Hall “Melina Merkouri”, Athen Zuschauer: 50 Schiedsrichter: Christian Hannes / David Hannes |
| 29. Juni 2023 16:00 Uhr | meiste Tore: Even Haugli, Aleksander Høiness (je 5) | (13:14)        | meiste Tore: Tarik Mlivić (8) | Rentis Sports Hall “Melina Merkouri”, Athen Zuschauer: 50 Schiedsrichter: Christian Hannes / David Hannes |
| 29. Juni 2023 16:00 Uhr | Strafen: 2× 5×                                      | Spielstatistik | Strafen: 4×                   | Rentis Sports Hall “Melina Merkouri”, Athen Zuschauer: 50 Schiedsrichter: Christian Hannes / David Hannes |

#### Platzierungsspiele (Plätze 9 bis 16)
Die Mannschaften, die in den Hauptrundengruppen die Plätze 3 und 4 belegten, spielten in jeweils zwei weiteren Spielen die Plätze 9 bis 16 aus.
Spiel PM1
| 28. Juni 2023 10:45 Uhr | Frankreich                      | 35:21          | Brasilien                                  | Max-Schmeling-Halle, Berlin Zuschauer: 5656 Schiedsrichter: Andrej Budzák / Michal Záhradník |
| 28. Juni 2023 10:45 Uhr | meiste Tore: Guéric Vincent (8) | (17:9)         | meiste Tore: Hugo Bryan Monta Da Silva (8) | Max-Schmeling-Halle, Berlin Zuschauer: 5656 Schiedsrichter: Andrej Budzák / Michal Záhradník |
| 28. Juni 2023 10:45 Uhr | Strafen: 2×                     | Spielstatistik | Strafen: 2×                                | Max-Schmeling-Halle, Berlin Zuschauer: 5656 Schiedsrichter: Andrej Budzák / Michal Záhradník |

Spiel PM2
| 28. Juni 2023 13:00 Uhr | Tunesien                         | 29:40          | Spanien                                    | Max-Schmeling-Halle, Berlin Zuschauer: 2500 Schiedsrichter: Georgi Doychinow / Yulian Goretsow |
| 28. Juni 2023 13:00 Uhr | meiste Tore: Kousay Ben Fraj (8) | (12:21)        | meiste Tore: Carlos Álvarez Domínguez (11) | Max-Schmeling-Halle, Berlin Zuschauer: 2500 Schiedsrichter: Georgi Doychinow / Yulian Goretsow |
| 28. Juni 2023 13:00 Uhr | Strafen: 4×                      | Spielstatistik | Strafen: 1×                                | Max-Schmeling-Halle, Berlin Zuschauer: 2500 Schiedsrichter: Georgi Doychinow / Yulian Goretsow |

Spiel PM3
| 28. Juni 2023 18:00 Uhr | Schweden                       | 39:29          | Griechenland                                 | Rentis Sports Hall “Melina Merkouri”, Athen Zuschauer: 260 Schiedsrichter: Mihai Pîrvu / Radu Potîrniche |
| 28. Juni 2023 18:00 Uhr | meiste Tore: Kasper Palmar (8) | (20:15)        | meiste Tore: Nikolaos Marios Dikaioulias (7) | Rentis Sports Hall “Melina Merkouri”, Athen Zuschauer: 260 Schiedsrichter: Mihai Pîrvu / Radu Potîrniche |
| 28. Juni 2023 18:00 Uhr | Strafen: 5×                    | Spielstatistik | Strafen: 3×                                  | Rentis Sports Hall “Melina Merkouri”, Athen Zuschauer: 260 Schiedsrichter: Mihai Pîrvu / Radu Potîrniche |

Spiel PM4
| 28. Juni 2023 20:00 Uhr | Bahrain                                                | 27:31          | Ägypten                                              | Rentis Sports Hall “Melina Merkouri”, Athen Schiedsrichter: Danielo Bozhinovski / Viktor Nachevski |
| 28. Juni 2023 20:00 Uhr | meiste Tore: A. Alasheeri, A. Kadhem, J. Khamis (je 5) | (16:15)        | meiste Tore: R. Ahmed, M. Abdelhak, M. Shalby (je 6) | Rentis Sports Hall “Melina Merkouri”, Athen Schiedsrichter: Danielo Bozhinovski / Viktor Nachevski |
| 28. Juni 2023 20:00 Uhr | Strafen: 4× 1×                                         | Spielstatistik | Strafen: 1×                                          | Rentis Sports Hall “Melina Merkouri”, Athen Schiedsrichter: Danielo Bozhinovski / Viktor Nachevski |

Abschließende Platzierungsspiele
Verlierer oben genannter Spiele
| 29. Juni 2023 09:00 Uhr | Brasilien                                  | 23:26          | Tunesien                         | Max-Schmeling-Halle, Berlin Zuschauer: 4.500 Schiedsrichter: Dino Konjičanin / Amar Konjičanin |
| 29. Juni 2023 09:00 Uhr | meiste Tore: Michael Da Silva Quintino (6) | (14:11)        | meiste Tore: Kousay Ben Fraj (7) | Max-Schmeling-Halle, Berlin Zuschauer: 4.500 Schiedsrichter: Dino Konjičanin / Amar Konjičanin |
| 29. Juni 2023 09:00 Uhr | Strafen: 4× 1×                             | Spielstatistik | Strafen: 1× 3×                   | Max-Schmeling-Halle, Berlin Zuschauer: 4.500 Schiedsrichter: Dino Konjičanin / Amar Konjičanin |

| 29. Juni 2023 18:00 Uhr | Griechenland                         | 29:38          | Bahrain                         | Rentis Sports Hall “Melina Merkouri”, Athen Zuschauer: 120 Schiedsrichter: Ante Mikelić / Petar Paradina |
| 29. Juni 2023 18:00 Uhr | meiste Tore: Nikolaos Tzortzinis (6) | (13:18)        | meiste Tore: Mohamed Rabia (10) | Rentis Sports Hall “Melina Merkouri”, Athen Zuschauer: 120 Schiedsrichter: Ante Mikelić / Petar Paradina |
| 29. Juni 2023 18:00 Uhr | Strafen: 1× 5× 1×                    | Spielstatistik | Strafen: 3×                     | Rentis Sports Hall “Melina Merkouri”, Athen Zuschauer: 120 Schiedsrichter: Ante Mikelić / Petar Paradina |

Sieger oben genannter Spiele
| 29. Juni 2023 11:00 Uhr | Frankreich                       | 36:42          | Spanien                            | Max-Schmeling-Halle, Berlin Zuschauer: 6.689 Schiedsrichter: Youcef Belkhiri / Sid Ali Hamidi |
| 29. Juni 2023 11:00 Uhr | meiste Tore: Guéric Vincent (10) | (18:19)        | meiste Tore: Jan Gurri Aregay (10) | Max-Schmeling-Halle, Berlin Zuschauer: 6.689 Schiedsrichter: Youcef Belkhiri / Sid Ali Hamidi |
| 29. Juni 2023 11:00 Uhr | Strafen: 1× 3×                   | Spielstatistik | Strafen: 3×                        | Max-Schmeling-Halle, Berlin Zuschauer: 6.689 Schiedsrichter: Youcef Belkhiri / Sid Ali Hamidi |

| 29. Juni 2023 20:00 Uhr | Schweden                       | 35:37          | Ägypten                        | Rentis Sports Hall “Melina Merkouri”, Athen Zuschauer: 50 Schiedsrichter: Daniel Magalhães / Henrique Godoy |
| 29. Juni 2023 20:00 Uhr | meiste Tore: Felix Möller (11) | (17:16)        | meiste Tore: Omar Mohamed (10) | Rentis Sports Hall “Melina Merkouri”, Athen Zuschauer: 50 Schiedsrichter: Daniel Magalhães / Henrique Godoy |
| 29. Juni 2023 20:00 Uhr | Strafen: 3×                    | Spielstatistik | Strafen: 4×                    | Rentis Sports Hall “Melina Merkouri”, Athen Zuschauer: 50 Schiedsrichter: Daniel Magalhães / Henrique Godoy |

### Finalrunde im Überblick
Modus in den Platzierungsspielen
Die erst- und zweitplatzierten Mannschaften der Hauptrunde qualifizierten sich für das Viertelfinale. Alle Spiele der Finalrunde fanden in der Max-Schmeling-Halle in Berlin statt und wurden im K.-o.-System durchgeführt. Im Falle eines Unentschiedens nach regulärer Spielzeit wurden diese Spiele folgendermaßen entschieden:
1. Verlängerung mit 2 × 5 Minuten und einer Pause von 1 Minute, danach bei Unentschieden:
2. zweite Verlängerung mit 2 × 5 Minuten und einer Pause von 1 Minute, danach bei Unentschieden:
3. Siebenmeterwerfen bis zur Entscheidung

Die Verlierer der Viertelfinale spielten in jeweils zwei Spielen die Plätze 5 bis 8 aus.
|  | Viertelfinale | Viertelfinale | Viertelfinale |  |  | Halbfinale | Halbfinale  | Halbfinale |  |  | Finale           | Finale           | Finale           |
|  |               |               |               |  |  |            |             |            |  |  |                  |                  |                  |
|  | 1.HI          | Deutschland   | 31            |  |  |            |             |            |  |  |                  |                  |                  |
|  | 2.HIII        | Dänemark      | 26            |  |  |            |             |            |  |  |                  |                  |                  |
|  |               |               |               |  |  | VF1        | Deutschland | 40         |  |  |                  |                  |                  |
|  |               |               |               |  |  | VF3        | Serbien     | 30         |  |  |                  |                  |                  |
|  | 1.HII         | Färöer        | 27            |  |  |            |             |            |  |  |                  |                  |                  |
|  | 2.HIV         | Serbien       | 30            |  |  |            |             |            |  |  |                  |                  |                  |
|  |               |               |               |  |  |            |             |            |  |  |                  | Deutschland      | 30               |
|  |               |               |               |  |  |            |             |            |  |  |                  | Ungarn           | 23               |
|  | 1.HIII        | Ungarn        | 28            |  |  |            |             |            |  |  |                  |                  |                  |
|  | 2.HI          | Kroatien      | 23            |  |  |            |             |            |  |  |                  |                  |                  |
|  |               |               |               |  |  | VF2        | Ungarn      | 37         |  |  |                  |                  |                  |
|  |               |               |               |  |  | VF4        | Island      | 30         |  |  | Spiel um Platz 3 | Spiel um Platz 3 | Spiel um Platz 3 |
|  | 1.HIV         | Island        | 32            |  |  |            |             |            |  |  |                  | Serbien          | 23               |
|  | 2.HII         | Portugal      | 28            |  |  |            |             |            |  |  |                  | Island           | 27               |

| Halbfinale Platz 5 bis 8 | Halbfinale Platz 5 bis 8 | Halbfinale Platz 5 bis 8 |                  |          | Spiele um Platz 5 und 7 | Spiele um Platz 5 und 7 | Spiele um Platz 5 und 7 |
|                          |                          |                          |                  |          |                         |                         |                         |
|                          | Dänemark                 | 26                       |                  |          |                         |                         |                         |
|                          | Färöer                   | 23                       |                  |          | Spiel um Platz 5        | Spiel um Platz 5        | Spiel um Platz 5        |
|                          |                          |                          |                  | Dänemark | 30                      |                         |                         |
|                          |                          |                          |                  |          | Portugal                | 25                      |                         |
|                          | Kroatien                 | 32                       |                  |          |                         |                         |                         |
|                          | Portugal                 | 36                       |                  |          |                         |                         |                         |
|                          |                          |                          | Spiel um Platz 7 |          |                         |                         |                         |
|                          |                          |                          |                  | Färöer   | 31                      |                         |                         |
|                          | Kroatien                 | 27                       |                  |          |                         |                         |                         |
|                          |                          |                          |                  |          |                         |                         |                         |

### Viertelfinale
Viertelfinale 1
1. Gruppe HRI vs. 2. Gruppe HRIII
| 29. Juni 2023 21:00 Uhr TV: Eurosport | Deutschland                     | 31:26                        | Dänemark                                                    | Max-Schmeling-Halle, Berlin Zuschauer: 3.734 Schiedsrichter: Georgi Doychinow / Yulian Goretsow |
| 29. Juni 2023 21:00 Uhr TV: Eurosport | meiste Tore: Nils Lichtlein (7) | (17:11)                      | meiste Tore: Mads Svane Knudsen, Viktor Birch Nevers (je 5) | Max-Schmeling-Halle, Berlin Zuschauer: 3.734 Schiedsrichter: Georgi Doychinow / Yulian Goretsow |
| 29. Juni 2023 21:00 Uhr TV: Eurosport | Strafen: 4×                     | Spielstatistik, Spielbericht | Strafen: 2×                                                 | Max-Schmeling-Halle, Berlin Zuschauer: 3.734 Schiedsrichter: Georgi Doychinow / Yulian Goretsow |

Viertelfinale 2
1. Gruppe HRIII vs. 2. Gruppe HRI
| 29. Juni 2023 18:30 Uhr | Ungarn                                | 28:23          | Kroatien                       | Max-Schmeling-Halle, Berlin Zuschauer: 2.653 Schiedsrichter: Raouf Gasmi / Karim Gasmi |
| 29. Juni 2023 18:30 Uhr | meiste Tore: Máté Ónodi-Jánoskúti (5) | (13:13)        | meiste Tore: Zlatko Raužan (7) | Max-Schmeling-Halle, Berlin Zuschauer: 2.653 Schiedsrichter: Raouf Gasmi / Karim Gasmi |
| 29. Juni 2023 18:30 Uhr | Strafen: 4×                           | Spielstatistik | Strafen: 1× 2×                 | Max-Schmeling-Halle, Berlin Zuschauer: 2.653 Schiedsrichter: Raouf Gasmi / Karim Gasmi |

Viertelfinale 3
1. Gruppe HRII vs. 2. Gruppe HRIV
| 29. Juni 2023 13:15 Uhr | Färöer                                      | 27:30          | Serbien                                             | Max-Schmeling-Halle, Berlin Zuschauer: 2.083 Schiedsrichter: Georgi Doychinow / Yulian Goretsow |
| 29. Juni 2023 13:15 Uhr | meiste Tore: Elias Ellefsen á Skipagøtu (9) | (12:17)        | meiste Tore: Miloš Kos, Boško Stanisavljević (je 7) | Max-Schmeling-Halle, Berlin Zuschauer: 2.083 Schiedsrichter: Georgi Doychinow / Yulian Goretsow |
| 29. Juni 2023 13:15 Uhr | Strafen: 1×                                 | Spielstatistik | Strafen: 1× 6×                                      | Max-Schmeling-Halle, Berlin Zuschauer: 2.083 Schiedsrichter: Georgi Doychinow / Yulian Goretsow |

Viertelfinale 4
1. Gruppe HRIV vs. 2. Gruppe HRII
| 29. Juni 2023 15:45 Uhr | Island                                     | 32:28          | Portugal                     | Max-Schmeling-Halle, Berlin Zuschauer: 2.083 Schiedsrichter: Cristina Lovin / Simona Stancu |
| 29. Juni 2023 15:45 Uhr | meiste Tore: Þorsteinn Leó Gunnarsson (11) | (12:14)        | meiste Tore: André Sousa (6) | Max-Schmeling-Halle, Berlin Zuschauer: 2.083 Schiedsrichter: Cristina Lovin / Simona Stancu |
| 29. Juni 2023 15:45 Uhr | Strafen: 2× 4×                             | Spielstatistik | Strafen: 1× 4× 1×            | Max-Schmeling-Halle, Berlin Zuschauer: 2.083 Schiedsrichter: Cristina Lovin / Simona Stancu |

### Platzierungsspiele 5 bis 8
Spiel PM9
| 1. Juli 2023 10:00 Uhr | Dänemark                                                       | 26:23          | Färöer                                                                 | Max-Schmeling-Halle, Berlin Zuschauer: 1.119 Schiedsrichter: Mathias Sosa / Cristian Lemes |
| 1. Juli 2023 10:00 Uhr | meiste Tore: Thomas S.Arnoldsen, Julius Mørch-Rasmussen (je 5) | (13:10)        | meiste Tore: E.Ellefsen á Skipagøtu, Í.Vedelsbøl, B. í Selvindi (je 5) | Max-Schmeling-Halle, Berlin Zuschauer: 1.119 Schiedsrichter: Mathias Sosa / Cristian Lemes |
| 1. Juli 2023 10:00 Uhr | Strafen: 4×                                                    | Spielstatistik | Strafen: 1× 2×                                                         | Max-Schmeling-Halle, Berlin Zuschauer: 1.119 Schiedsrichter: Mathias Sosa / Cristian Lemes |

Spiel PM10
| 1. Juli 2023 12:30 Uhr TV: Spielstatistik | Kroatien                     | 32:36          | Portugal                     | Max-Schmeling-Halle, Berlin Zuschauer: 1.119 Schiedsrichter: Eskil Braseth / Leif Andre Sundet |
| 1. Juli 2023 12:30 Uhr TV: Spielstatistik | meiste Tore: Ivan Barbić (8) | (17:17)        | meiste Tore: Vasco Costa (9) | Max-Schmeling-Halle, Berlin Zuschauer: 1.119 Schiedsrichter: Eskil Braseth / Leif Andre Sundet |
| 1. Juli 2023 12:30 Uhr TV: Spielstatistik | Strafen: 2×                  | Spielstatistik | Strafen: 2× 4×               | Max-Schmeling-Halle, Berlin Zuschauer: 1.119 Schiedsrichter: Eskil Braseth / Leif Andre Sundet |

### Halbfinale
Halbfinale 1
| 1. Juli 2023 18:00 Uhr TV: Eurosport | Deutschland                    | 40:30                        | Serbien                    | Max-Schmeling-Halle, Berlin Zuschauer: 5.206 Schiedsrichter: Youcef Belkhiri / Sid Ali Hamidi |
| 1. Juli 2023 18:00 Uhr TV: Eurosport | meiste Tore: Renārs Uščins (9) | (17:15)                      | meiste Tore: Miloš Kos (9) | Max-Schmeling-Halle, Berlin Zuschauer: 5.206 Schiedsrichter: Youcef Belkhiri / Sid Ali Hamidi |
| 1. Juli 2023 18:00 Uhr TV: Eurosport | Strafen: 2× 4×                 | Spielstatistik, Spielbericht | Strafen: 1× 5× 1×          | Max-Schmeling-Halle, Berlin Zuschauer: 5.206 Schiedsrichter: Youcef Belkhiri / Sid Ali Hamidi |

Halbfinale 2
| 1. Juli 2023 15:30 Uhr | Ungarn                                           | 37:30          | Island                                                             | Max-Schmeling-Halle, Berlin Zuschauer: 3.138 Schiedsrichter: Dino Konjičanin / Amar Konjičanin |
| 1. Juli 2023 15:30 Uhr | meiste Tore: Dániel Sztraka, Miklós Karai (je 5) | (19:14)        | meiste Tore: S.M. Gudjónsson, G.B. Ástthórsson, A. Finnsson (je 4) | Max-Schmeling-Halle, Berlin Zuschauer: 3.138 Schiedsrichter: Dino Konjičanin / Amar Konjičanin |
| 1. Juli 2023 15:30 Uhr | Strafen: 4×                                      | Spielstatistik | Strafen: 1× 4×                                                     | Max-Schmeling-Halle, Berlin Zuschauer: 3.138 Schiedsrichter: Dino Konjičanin / Amar Konjičanin |

### Spiel um Platz 7
| 2. Juli 2023 10:00 Uhr | Färöer                                    | 31:27          | Kroatien                                      | Max-Schmeling-Halle, Berlin Zuschauer: 600 Schiedsrichter: Ádám Bíró / Olivér Kiss |
| 2. Juli 2023 10:00 Uhr | meiste Tore: Rói Ellefsen á Skipagøtu (5) | (16:14)        | meiste Tore: Tin Šestak, Zlatko Raužan (je 5) | Max-Schmeling-Halle, Berlin Zuschauer: 600 Schiedsrichter: Ádám Bíró / Olivér Kiss |
| 2. Juli 2023 10:00 Uhr | Strafen: 1×                               | Spielstatistik | Strafen: 4×                                   | Max-Schmeling-Halle, Berlin Zuschauer: 600 Schiedsrichter: Ádám Bíró / Olivér Kiss |

### Spiel um Platz 5
| 2. Juli 2023 12:30 Uhr | Dänemark                         | 30:25          | Portugal                                           | Max-Schmeling-Halle, Berlin Zuschauer: 1.308 Schiedsrichter: Raouf Gasmi / Karim Gasmi |
| 2. Juli 2023 12:30 Uhr | meiste Tore: Patrick Boldsen (6) | (16:13)        | meiste Tore: V. Costa, J. Gomes, R. Brandão (je 5) | Max-Schmeling-Halle, Berlin Zuschauer: 1.308 Schiedsrichter: Raouf Gasmi / Karim Gasmi |
| 2. Juli 2023 12:30 Uhr | Strafen: 2×                      | Spielstatistik | Strafen: 1× 2×                                     | Max-Schmeling-Halle, Berlin Zuschauer: 1.308 Schiedsrichter: Raouf Gasmi / Karim Gasmi |

### Spiel um Platz 3
| 2. Juli 2023 15:30 Uhr | Serbien                               | 23:27          | Island                                    | Max-Schmeling-Halle, Berlin Zuschauer: 4.467 Schiedsrichter: Eskil Braseth / Leif Andre Sundet |
| 2. Juli 2023 15:30 Uhr | meiste Tore: Boško Stanisavljević (6) | (13:13)        | meiste Tore: Þorsteinn Leó Gunnarsson (8) | Max-Schmeling-Halle, Berlin Zuschauer: 4.467 Schiedsrichter: Eskil Braseth / Leif Andre Sundet |
| 2. Juli 2023 15:30 Uhr | Strafen: 2× 4×                        | Spielstatistik | Strafen: 5×                               | Max-Schmeling-Halle, Berlin Zuschauer: 4.467 Schiedsrichter: Eskil Braseth / Leif Andre Sundet |

### Finale
| 2. Juli 2023 18:00 Uhr TV: Eurosport | Deutschland                                        | 30:23                        | Ungarn                      | Max-Schmeling-Halle, Berlin Zuschauer: 8.235 (ausverkauft) Schiedsrichter: Mathias Sosa / Cristian Lemes |
| 2. Juli 2023 18:00 Uhr TV: Eurosport | meiste Tore: Justus Fischer, Elias Scholtes (je 6) | (14:11)                      | meiste Tore: Bence Imre (5) | Max-Schmeling-Halle, Berlin Zuschauer: 8.235 (ausverkauft) Schiedsrichter: Mathias Sosa / Cristian Lemes |
| 2. Juli 2023 18:00 Uhr TV: Eurosport | Strafen: 1× 2×                                     | Spielstatistik, Spielbericht | Strafen: 1×                 | Max-Schmeling-Halle, Berlin Zuschauer: 8.235 (ausverkauft) Schiedsrichter: Mathias Sosa / Cristian Lemes |

## Abschlussplatzierungen

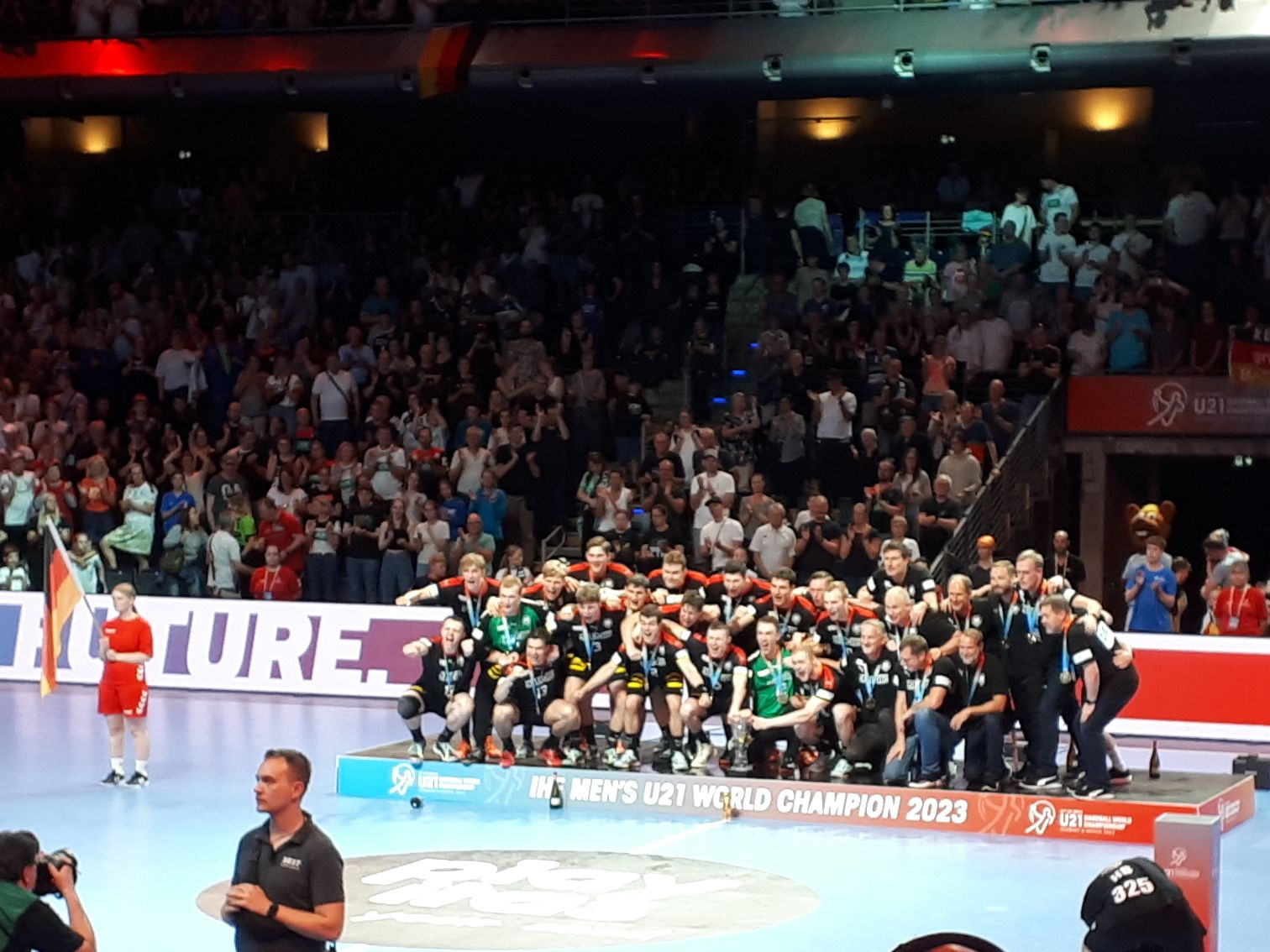
U21-WM: Siegerehrung, Goldmedaille für Deutschland

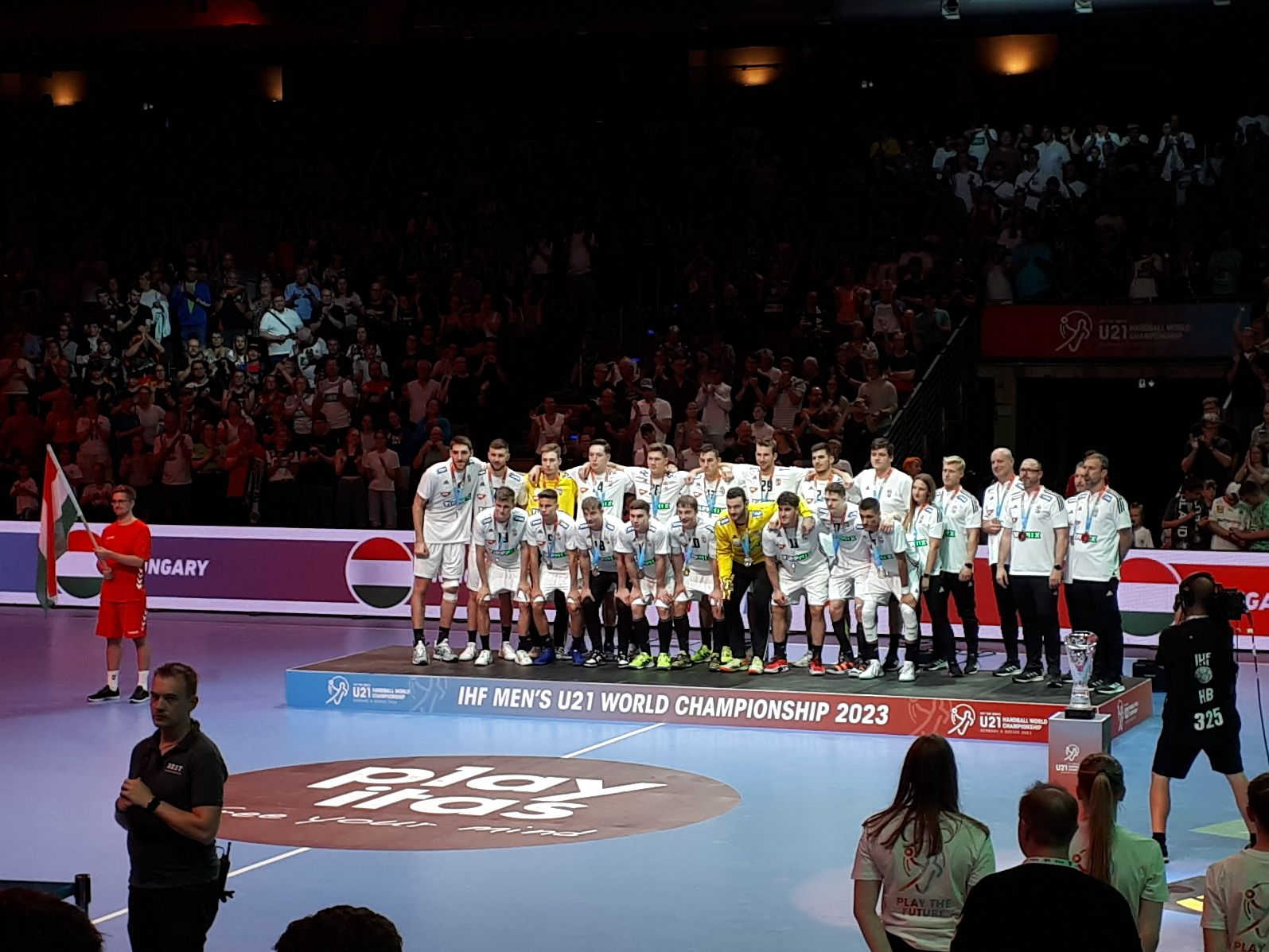
U21-WM-Silbermedaille Ungarn

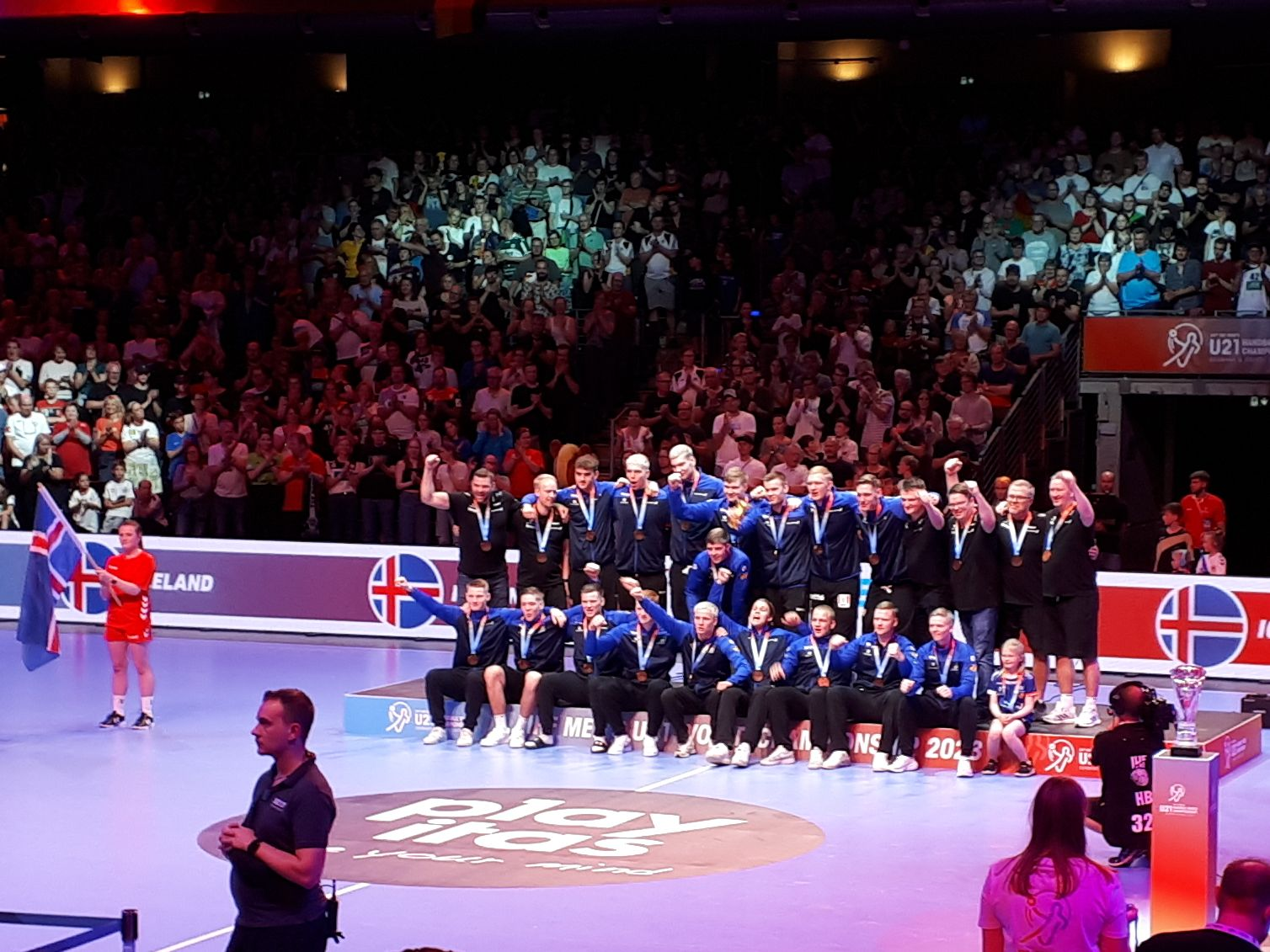
U21-WM: Siegerehrung, Bronzemedaille für Island

| Rang   | Team               | Sp. | S | U | N | Tore    | Diff. |
| ------ | ------------------ | --- | - | - | - | ------- | ----- |
| Gold   | Deutschland        | 8   | 8 | 0 | 0 | 276:204 | +72   |
| Silber | Ungarn             | 8   | 7 | 0 | 1 | 238:202 | +36   |
| Bronze | Island             | 8   | 7 | 0 | 1 | 231:206 | +25   |
| 4.     | Serbien            | 8   | 5 | 0 | 3 | 258:208 | +50   |
| 5.     | Dänemark           | 8   | 6 | 0 | 2 | 231:210 | +21   |
| 6.     | Portugal           | 8   | 5 | 0 | 3 | 255:213 | +42   |
| 7.     | Färöer             | 8   | 6 | 0 | 2 | 248:215 | +33   |
| 8.     | Kroatien           | 8   | 3 | 1 | 4 | 252:228 | +24   |
| 9.     | Spanien            | 7   | 5 | 0 | 2 | 257:210 | +47   |
| 10.    | Ägypten            | 7   | 5 | 0 | 2 | 245:216 | +29   |
| 11.    | Frankreich         | 7   | 4 | 0 | 3 | 250:201 | +49   |
| 12.    | Schweden           | 7   | 4 | 0 | 3 | 249:178 | +71   |
| 13.    | Bahrain            | 7   | 2 | 1 | 4 | 217:192 | +25   |
| 14.    | Tunesien           | 7   | 3 | 0 | 4 | 198:231 | −33   |
| 15.    | Griechenland       | 7   | 2 | 0 | 5 | 212:224 | −12   |
| 16.    | Brasilien          | 7   | 2 | 0 | 5 | 179:194 | −15   |
| 17.    | Polen              | 7   | 5 | 1 | 1 | 238:172 | +66   |
| 18.    | Norwegen           | 7   | 5 | 0 | 2 | 222:187 | +35   |
| 19.    | Japan              | 7   | 4 | 0 | 3 | 232:217 | +15   |
| 20.    | Slowenien          | 7   | 3 | 1 | 3 | 220:204 | +16   |
| 21.    | Saudi-Arabien      | 7   | 3 | 0 | 4 | 171:206 | −35   |
| 22.    | Algerien           | 7   | 2 | 1 | 4 | 183:202 | −19   |
| 23.    | Marokko            | 7   | 2 | 1 | 4 | 157:182 | −25   |
| 24.    | Kuwait             | 7   | 2 | 0 | 5 | 191:218 | −27   |
| 25.    | Argentinien        | 7   | 3 | 0 | 4 | 227:194 | +33   |
| 26.    | Angola             | 7   | 3 | 0 | 4 | 215:216 | 0−1   |
| 27.    | Vereinigte Staaten | 7   | 2 | 1 | 4 | 161:243 | −82   |
| 28.    | Kuba               | 7   | 1 | 2 | 4 | 207:220 | −13   |
| 29.    | Chile              | 7   | 1 | 1 | 5 | 139:193 | −54   |
| 30.    | Libyen             | 7   | 1 | 0 | 6 | 155:219 | −64   |
| 31.    | Costa Rica         | 7   | 0 | 0 | 7 | 170:275 | −1050 |
| 32.    | Grönland           | 7   | 0 | 0 | 7 | 121:325 | −2040 |

## Auszeichnungen
- Bester Spieler (Most Valuable Player, MVP): Nils Lichtlein

All-Star-Team
| LA: Pedro Oliveira |               | KM: Justus Fischer             |                | RA: Kristófer Máni Jónasson |
|                    | RL: Miloš Kos |                                | RR: Zoran Ilić |                             |
|                    |               | RM: Elias Ellefsen á Skipagøtu |                |                             |
|                    |               | TW: David Späth                |                |                             |

## Schiedsrichter
| Land                    | Namen                                        | Land           | Namen                                |
| ----------------------- | -------------------------------------------- | -------------- | ------------------------------------ |
| Algerien                | Youcef Belkhiri Sid Ali Hamidi               | Montenegro     | Novica Mitrović Miljan Vešović       |
| Ägypten                 | Hamdy Nasser Hamdy Mahmoud Mahmoud Elbeltagy | Nordmazedonien | Danielo Bozhinovski Viktor Nachevski |
| Bosnien und Herzegowina | Dino Konjičanin Amar Konjičanin              | Norwegen       | Eskil Braseth Leif Andre Sundet      |
| Brasilien               | Daniel Magalhães Henrique Godoy              | Oman           | Khamis al-Wahibi Omer al-Shahi       |
| Bulgarien               | Georgi Doychinow Yulian Goretsow             | Österreich     | Denis Bolić Christoph Hurich         |
| Volksrepublik China     | Xiang Xu Yu Liu                              | Rumänien       | Cristina Lovin Simona Stancu         |
| Deutschland             | Christian Hannes David Hannes                | Rumänien       | Mihai Pîrvu Radu Potîrniche          |
| Frankreich              | Raouf Gasmi Karim Gasmi                      | Serbien        | Marko Sekulić Vladimir Jovandić      |
| Frankreich              | Titouan Picard Pierre Vauchez                | Slowenien      | Andrej Budzák Michal Záhradník       |
| Iran                    | Amir Gheisarian Ahmad Gheisarian             | Ungarn         | Ádám Bíró Olivér Kiss                |
| Kroatien                | Ante Mikelić Petar Paradina                  | Uruguay        | Mathias Sosa Cristian Lemes          |